# Vera Fígner
Vera Nikolàievna Fígner (rus: Ве́ра Никола́евна Фи́гнер, per matrimoni Filípova, rus: Фили́ппова; 7 de juliol [C.J. 25 de juny] de 1852 al vilatge de Nikífórovo, uiezd de Tetiúixi, gubèrnia de Kazan-15 de juny de 1942 a Moscou) fou una revolucionària russa, membre del Comitè Executiu de "Naródnaia Vólia" i més endavant eserista.

## Orígens familiars i infància

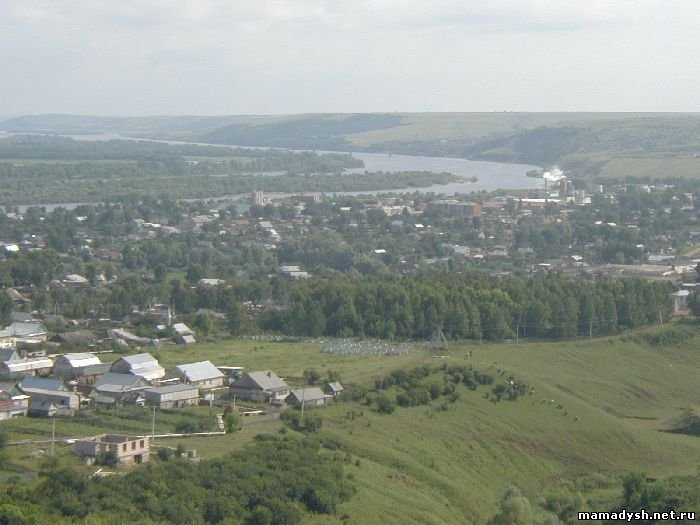
Panorama de la província de Mamadix

Vera Fígner nasqué en una família benestant de la noblesa russa. La mare, Iekaterina Kristóforovna Kupriànova (1832-1903), fou educada a casa, com era costum llavors. El seu avi matern era jutge de districte de Tetiúixi i havia dilapidat una gran fortuna: més de 6.000 hectàrees de terra a la província d'Ufà van ser deixades a la seva mort enfonsades en deute, de manera que els hereus preferiren refusar l'herència.
El seu avi patern, Aleksandr Fígner, natural de Livònia, el 1828 havia aconseguit el rang de tinent coronel i pertanyia a la noblesa de la província de Kazan. El pare, Nikolai Fígner (1817-1870), havia treballat com a funcionari forestal, primer al districte de Mamadix, i després al de Tetiúixi. Quan es va retirar del servei actiu es va convertir en jutge de pau.
Vera fou la primera de sis fills: nasqueren després Lídia (1853-1920), que la seguí en la seva aventura política, Piotr (1855-1916), enginyer de mines que, revolucionari de jove, esdevingué un destacat cap de les grans fàbriques metal·lúrgiques i mineres, Nikolai (1857-1918), un famós tenor, Ievguénia (1858-1931), revolucionària de Naródnaia Vólia, i Olga (1862-1919), una altra revolucionària populista.
En els primers sis anys de la seva vida, Vera visqué en una casa completament aïllada de totes les altres cases, a 40 quilòmetres de Mamadix i la vora d'un vastíssim bosc de centenars d'hectàrees, amb la seva mare, quatre criats i la vella mainadera Natàlia. El pare, sovint absent per la feina, tenia un caràcter dur i opressiu, i amb els fills barons feia servir amb freqüència el càstig corporal, la mare era bona i suau però submisa al seu marit i poc efusiva, i "en aquesta atmosfera mortal de caserna i d'insensibilitat, l'únic raig de llum, d'alegria i de consol" era l'afecte de la vella mainadera.

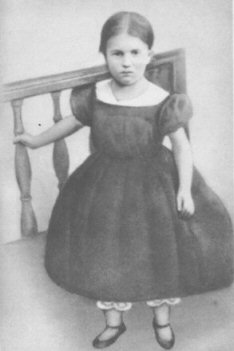
Vera amb cinc anys

La família es va traslladar a continuació al poble de Tetiúixi (Kristóforovka), on hi havia vint granges propietat de la mare i de Piotr Kupriànov, oncle de Vera, a les quals treballevan nombrosos agricultors: envers ells, els seus pares sempre mantingueren una bona relació. Aquí visqueren durant quatre anys i en aquest temps es va expedir el decret d'emancipació dels serfs. Vera era massa jove per a poder registrar totes les reaccions provocades al poble per aquest manifest: això no obstant, recorda haver escoltat el seu pare - entre altres coses, un admirador de Garibaldi - parlar dels "esvalotadors" que deien que aquella no era una autèntica llibertat i que la llibertat vindria quan la terra passés gratuïtament dels propietaris als cultivadors.
Com que era una noia bonica amb un caràcter alegre, Vera era sovint acaronada pels amics de la família. De broma, li plantejaven la idea de ser educada a Sant Petersburg, al prestigiós Institut Smolni reservat per a les noies de l'alta societat. Podria haver estat presentada a l'emperador, "i potser de totes les noies, el tsar em triaria a mi!" -deia- "Seré una tsarina!". Recordarà aquest episodi trenta anys més tard, quan els seus companys de presó a la fortalesa de Schlüsselburg, ja que ella i Liudmila Volkenstein eren les úniques dones a la presó, les anomenaven "reines".
Vera i la seva germana Lídia tingueren en la jove Nadejda Dmítrievna una institutriu privada que els ensenyava dansa francesa i clàssica. El seu mètode de càstig -el clàssic barret col·locat al cap de l'alumne poc diligent- no era gens agradable ni tan sols per a la mainadera, que es va queixar als pares, i després d'un any fou substituïda per una noia tipus moscovita, Vera Malínina, que preparà Vera per al seu pròxim ingrés a l'Institut Rodiónov de Kazan, on, des del poble de Nikifórovo, nova residència dels Fígner, Vera va entrar el 1863.

## Estudis i formació

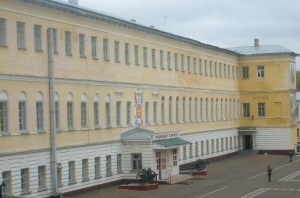
L'Institut Rodiónov de Kazan

Els sis anys transcorreguts a l'Institut desenvoluparen en Vera Fígner el reconeixement del valor de la camaraderia en peu d'igualtat mútua, un sentit de la disciplina i l'hàbit de treball intel·lectual. No obstant això, aquella escola li donà molt poc en termes de coneixement científic i creixement espiritual, i va ser fins i tot perjudicial per l'aïllament natural en què els col·legials es trobaren vivint durant anys.
Modest era el valor dels professors, excepte Porfíriov, professor de literatura russa i estrangera, però al seu curs descuidava els autors moderns. El curs d'història del professor Znamenski es basava en el manual d'Ilovaiski, àmpliament utilitzat en les escoles russes i concebut d'acord amb una visió masclista de la història russa. No es van adoptar altres llibres de text, l'aprenentatge era només oral i basat en els apunts presos pels estudiants durant les classes; a l'Institut no hi havia laboratoris i a les matèries científiques se'ls dedicaven poques hores.
El curs de cal·ligrafia durava quatre anys i set el de dibuix, en el qual el mestre sempre fou incapaç d'inspirar plaer en el treball. Sense exercici físic, excepte l'hora de ball setmanal, i sense ànim per llegir: els llibres de la biblioteca de l'institut sempre es mantenien estrictament sota clau.

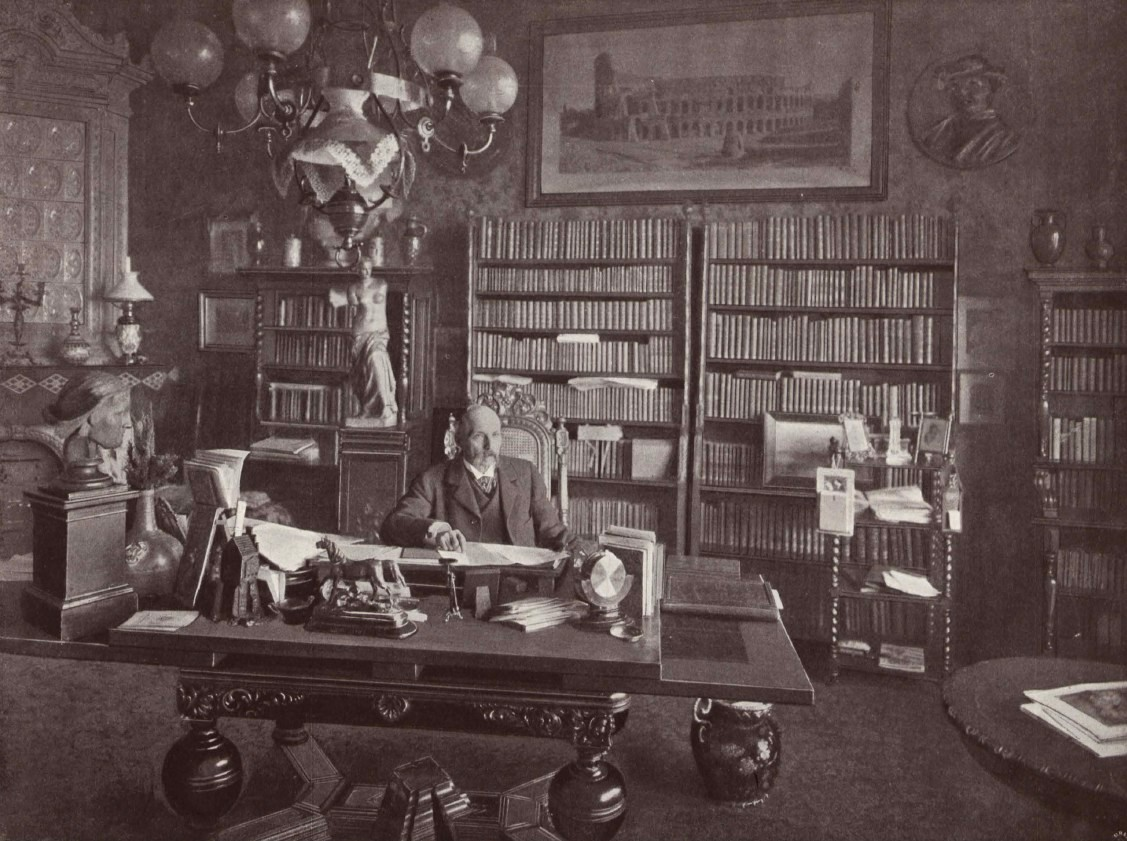
Friedrich Spielhagen. Retrat al seu estudi el 1898

L'oncle Kupriànov, però, feu que li prestessin de l'institut dos números d'una revista que publicava novel·les de Friedrich Spielhagen. La novel·la In Reih' und Glied, traduïda al rus com a Один в поле не воин ('Un home sol al camp no és un soldat'), li causà una impressió duradora, com ho feu, d'altra banda, en tants joves radicals de l'època. Ambdós protagonistes, Sílvia i Leo, tenen aspiracions nobles, però viuen en un ambient petitburgès i cerquen en va un suport: "Cap novel·la no va obrir tant el meu horitzó com ho va fer aquesta; retratava dos camps netament oposats. En un, hi havia alts ideals, conflictes i sofriment; en un altre, sacietat autocomplaent, buit espiritual i oripells daurats".
Vera Fígner parla també de la poesia Saixa de Nekràssov estudiada als anys de l'escola. El sofisticat Agarin, que prové de la capital, coneix Saixa, una noia senzilla de pagès, i contribueix a crear-li una nova consciència, parlant-li dels problemes socials i la necessitat d'elevar la condició de les classes populars. Es retroba anys després amb Saixa, que mentrestant ha madurat intel·lectualment i moral, comprèn la veritable cara d'Agarin, home de belles paraules però incapaç de qualsevol acció. Aquest poema -escriu Vera- "em va ensenyar a fer que les meves paraules coincideixin amb les meves accions, a exigir aquesta coherència de mi mateixa i dels altres. I això es va convertir en el lema de la meva vida".
La seva millor amiga a l'escola fou Olga Sidorova, dos anys més grans que ella, la millor alumna de l'institut. Coneixia els escrits de Píssarev, llegia en secret el Kólokol, la revista liberal fundada per Herzen i li era permès, amb gran escàndol, de dir-li al capellà que era atea. La família obstaculitzà el seu desig d'independència i va morir, possiblement suïcida, als 19 anys, després de l'anunciat matrimoni amb un dels germans Jemtxújnikov.

### A Nikifórovo

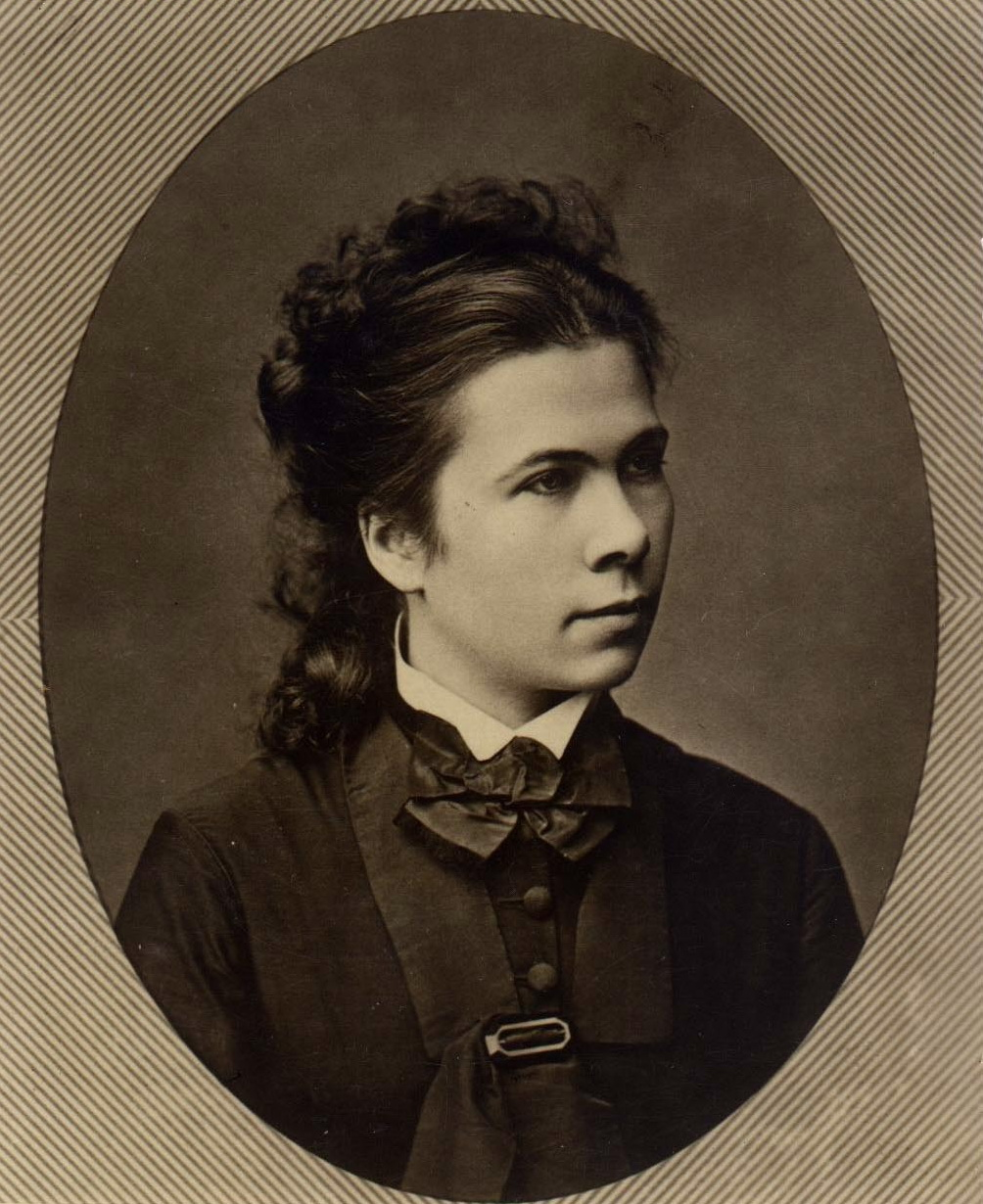
Nadejda Súslova

Acabat el gimnàs, el 1869 Vera tornà a Nikifórovo «vivaç, feliç, alegre, aparentment fràgil però sana de ment i cos», i tanmateix amb una coneixença de la vida i de les persones purament literària, que romania com a tal encara, donada la mancança de relacions personals al petit poble, que afavoria en compensació els seus pensaments sobre si mateixa i sobre el món. Recordava les paraules de la seva Txernussova: «No penseu pas que en sortir de l'institut la vostra formació ja s'haurà acabat. Per tota la vida, fins a la tomba, no deixareu mai d'aprendre.»
Els oncles i els Golóvnia, una parella de propietaris emparentats amb els Figner, constituïen les úniques relacions de Vera en aquest període. Tenien idees liberals i democràtiques, lliures de prejudicis religiosos, però no socialistes, de manera que mai va sentir parlar a casa de Fourier, de Saint-Simon o de Lassalle. La seva mare, una persona autodidacta, li va fer llegir la millor revista russa de l'època, els Otétxestvennie zapiski ('Annals de la pàtria') i el Sovreménnik ('El Contemporani'), mentre que a la biblioteca del seu oncle va trobar el Rússkoie slovo ('La paraula russa'), Slovo ('La paraula') i Delo ('La causa').
Llegí amb gran interès els llibres de Dixon, l'autor de Suïssa i els suïssos i Amèrica i els americans, i Darwin, Lyell, Lewes, Vogt, Píssarev i Txernixevski. La ment de Vera Fígner -així ho va escriure- estava alhora lliure de qualsevol tipus d'idees polítiques i socials, una terra verge en la qual creixeren, voluntàriament o no, les llavors sembrades per l'ambient que l'envoltava.
Vera havia llegit en Delo la notícia que, per primer cop a la història, una dona russa, Nadejda Súslova (1842-1918), el 1867 s'havia graduat en medicina a la Universitat de Zúric. A Rússia, com en molts altres països, a les dones no se'ls permetia assistir a un curs universitari regular i graduar-se, fins i tot si, en alguna universitat, se'ls permetia d'assistir a les classes. Aquest va ser el senyal que va provocar que Vera Fígner volgués arribar a ser metgessa. Encara no hi havia en ella la idea de complir «un deure envers el poble» -aquest impuls vindrà més tard- però sí el desig de fer «un excés de vitalitat, un sentit joiós de llibertat» després dels anys passats entre les quatre parets del col·legi.

### El matrimoni

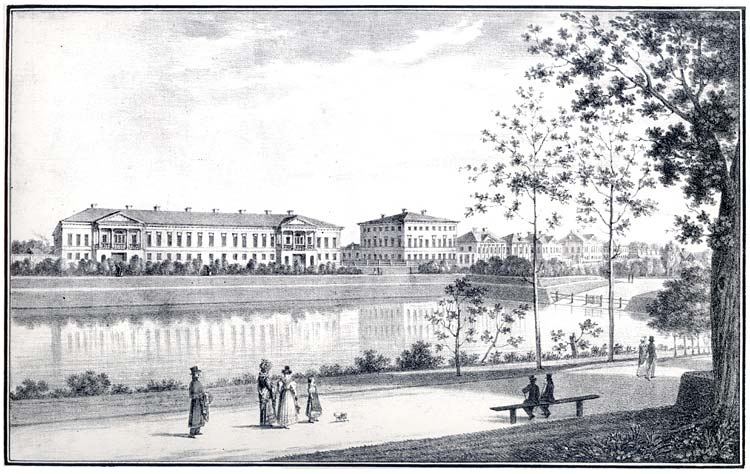
El llac Negre a Kazan al segle XIX

Li va demanar al seu pare permís per establir-se a l'estranger, però se li va negar. Sos pares veien tota mena de perills en la idea que la seva filla visqués sola i lluny de casa, però el seu pare també li va dir que tot el que hagués decidit fer, sens dubte ho aconseguiria. Se sentia satisfeta i volia ser assessorada en això, però son pare -«amb enuig, girant el cap cap a una altra banda»- s'hi va negar. Vera comprengué en aquell moment que cadascú ha de prendre sols les decisions més importants pel que fa a la pròpia vida.
Vera ja tenia edat per casar-se, i era necessari que fos coneguda per les millors famílies de la província. Els pares la van portar a Kazan, per invitació d'un amic, Víktor Filippov, al palau del qual, un dels més prestigiosos de la ciutat, amb vistes al llac Negre, va fer el seu debut en societat. Elegantment vestida, va ballar tota la nit, convidada per molts joves. Entre aquests, el més constant era el fill gran del propietari, Aleksei, un jove magistrat. Poc després, es va traslladar des Kazan a Tetiúixi i es va convertir en un convidat freqüent a la casa dels Fígner. Menys d'un any després de conèixer-se, el 30 d'octubre del 1870 Vera i Aleksei Filippov es casaven a l'església de Nikífórovo.
Unes setmanes més tard, Nikolai Fígner moria. La seva mare i les seves germanes Ievguénia i Olga es va traslladar a Kazan, on els germans Piotr i Nikolai anaven al gimnàs i la germana Lídia acabava de graduar-se a l'Institut Rodiónov. Posteriorment es va establir a Sant Petersburg, mentre Vera i Aleksei romangueren a Nikifórovo. Decidida a estudiar medicina a la Universitat de Zúric, convencé el seu marit perquè deixés la magistratura i se n'anés a viure amb ella a Suïssa. Mentre esperava reunir els diners necessaris per a una llarga estada a l'estranger, Vera va estudiar alemany i matemàtiques i, recomanada pel seu oncle Piotr Kupriànov, va ser admesa, junt amb la seva germana Lídia, a la Universitat de Kazan, per assistir a les lliçons del professor d'anatomia Piotr Lésgaft (1837-1909).
Durant alguns mesos estigueren presents -les úniques noies, assegudes a la part posterior de la gran aula en un amfiteatre- a les lliçons d'anatomia de Lesgaft, home de gran disponibilitat i capacitat comunicativa. També van assistir als laboratoris de química, van veure el desenvolupament d'embrions d'animals i a la sala anatòmica van ser testimonis de la dissecció de cadàvers. Llavors, de sobte, a l'octubre de 1871, un decret imperial arribat de Sant Petersburg retirava el professor Lesgaft de l'ensenyament i l'expulsava de Kazan, pels suposats «efectes nocius» que exercia sobre la joventut universitària.
Les dues noies el van anar a visitar a casa seva per oferir-li llur solidaritat -Vera el trobarà encara el 1907, en circumstàncies molt diverses- i en no tenir cap més motiu per romandre a Kazan, se'n tornaren a Nikífórovo. A la primavera del 1872 Lídia, Vera i el seu marit Aleksei marxaren cap a Zúric.

## A Suïssa

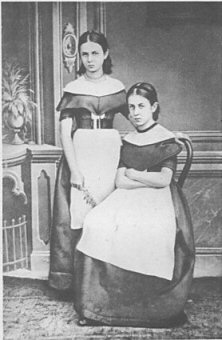
Lídia i Vera Fígner

Durant la major part de l'any Vera Fígner estigué absorbida únicament per l'estudi, mentre que la seva germana Lídia, mitjançant la companya de curs Vàrvara Aleksàndrova, conegué un grup d'estudiants radicals -Sófia Bàrdina, les germanes Olga i Vera Liubàtovitx i d'altres- i se'n va anar a viure amb elles. Aquestes joves constituïren el grup de les «Fritxei» (rus: фричей) pel nom de la propietària de la casa on vivien, la senyora Fritschi -al qual més tard s'afegí també Vera. Successivament, cap a finals del 1872, començaren a freqüentar el cercle de la Biblioteca russa, on es discutia dels problemes socials i polítics russos i els membres tenien a la seva disposició una rica col·lecció de llibres.
Vera freqüentà també la «Jenski Ferein» (rus: Женский ферейн), una societat femenina fundada per Rozàlia Idelson, que tanmateix es dissolgué al cap d'un mes. Al cercle de les «Fritxei», format per dotze dones, s'estudiava el desenvolupament de les idees socialistes des de Thomas More als més moderns utopistes, l'economia política, els moviment sindicals i revolucionaris, fins a les més recents novetats representades per la Internacional Socialista i per la Comuna de París.
L'estiu del 1873 el govern rus emeté un decret amb el qual ordenava a les estudiants russes de deixar la Universitat de Zúric, sota pena de no reconèixer el títol que allà s'obtingués. El motiu real no era altre que sostreure-les de la influència de les «idees subversives», mentre el pretext avançat era que «s'havien lliurat als plaers de l'amor lliure». El decret produí el retorn a casa d'una part de les estudiants, d'altres van ignorar l'ordre, d'altres es van limitar a canviar d'universitat, traslladant-se a París, Ginebra o Berna.
En aquesta allau d'iniciatives, debats i de múltiples coneixences, en les quals va descobrir la seva passió per la política, Vera entén que no té res en comú amb el seu marit. Aleksei Filíppov tenia idees conservadores, i la seva separació era inevitable. El 1874 va tornar a Rússia, es va divorciar el 1876 i va reprendre la seva carrera com a magistrat. El 1880 es va convertir en fiscal adjunt a Kazan i president del tribunal a Samara el 1900.

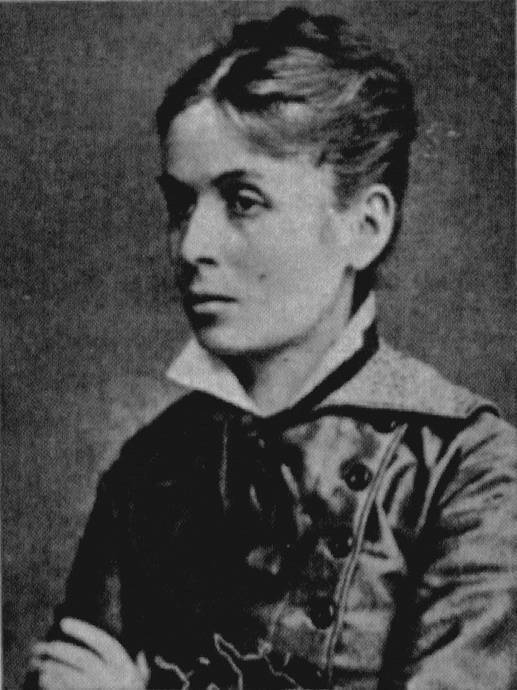
Lídia Fígner

Durant les vacances, passades ensems a Lutry, a la riba del llac de Neuchâtel, Lídia li revelà que havia organitzat amb les seves companyes un grup clandestí revolucionari que tractava d'operar a Rússia. El seu programa socialista seria difós entre els treballadors amb els quals hauria viscut i treballat per educar-los en la revolta contra el règim tsarista. Vera s'hi uní, però a diferència d'elles, després d'haver establert contactes a París amb altres grups revolucionaris, que van tornar a Rússia, va decidir continuar els seus estudis a la Universitat de Berna, amb l'esperança de poder algun dia treballar entre la gent com a metgessa cirurgiana.
Entre l'estiu i tardor de 1875 aquesta organització va ser desmantellada en gran manera per la policia russa. Sófia Bàrdina, Olga Liubàtovitx i d'altres van ser posteriorment condemnades en l'anomenat procés dels 50 a diversos anys de presó, mentre que les germanes Subbotina, Vàrvara Aleksàndrova, Vera Liubátovitx i Lídia Fígner van ser exiliades a Sibèria. Va ser necessària la reorganització del grup per continuar la feina, i Mark Natanson va sol·licitar la presència a Moscou de Vera Fígner i Dora Aptekman.
Va ser un moment d'indecisió greu. Vera estava a punt de preparar la seva tesi i només faltaven cinc o sis mesos per al final dels estudis. D'una banda hi havia l'orgull i l'ambició personal, juntament amb les expectatives dels familiars; de l'altra, els seus amics de presó per una causa a la qual s'havien dedicat desinteressadament. Pensà que ja tenia els coneixements necessaris per a un metge i que en aquell moment feia falta: «Em vaig decidir a anar-hi, per tal que les meves accions no contradiguessin les meves paraules. La meva decisió fou deliberada i ferma, sense que després hagués mai de penedir-me». Va sortir de Suïssa al desembre de 1875, «conservant sempre els records brillants dels anys que em van donar el coneixement científic, amics i un objectiu tan alt com per fer semblar insignificant qualsevol sacrifici».

## En el moviment revolucionari

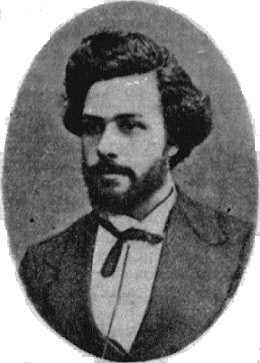
Anton Taksis

Va arribar a Sant Petersburg just quan la mare, que havia passat per la detenció de Lídia, es disposava a sortir cap a Suïssa amb les seves filles Ievguénia i Olga per un període de tractament. Fins i tot per a les dues germanes l'estada a Europa tindrà un pes important per a les seves opcions de vida. Instal·lada a Moscou, Vera es va adonar de la dificultat de reorganitzar un grup que havia perdut tots els millors companys. Tot el moviment revolucionari rus tenia seriosos problemes: vuit-centes persones van anar a judici, i se succeïen noves detencions i investigacions. Un nou cercle format per Natanson havia estat aniquilat, un altre a Nijni Nóvgorod encapçalat per Kviatkovski es va veure obligat a dissoldre's. En aquestes condicions, semblava que tot el treball, basat en un programa de propaganda, havia fracassat: «personalment, el meu estat d'ànim era tan dolent que només volia morir-me».

Anton Taksis, un seguidor de Lavrov, la va recolzar i va inspirar alguns principis que Vera mantingué fermament. El moviment revolucionari no havia fallat, el treball de propaganda necessàriament produïa els seus fruits només molt lentament, i les actuals dificultats eren inevitables, però transitòries. L'important era no perdre l'ànim i persistir. Llavors li suggerí de deixar Moscou i establir-se a províncies, per veure per si mateixa «quina mena d'esfinx era el poble rus».
A la primavera de 1876 Vera Fígner va anar a Iaroslavl. Sense parlar del temps que havia passat a la universitat, freqüentà l'hospital i sis setmanes després es va presentar a l'examen d'assistenta mèdica. Va obtenir fàcilment un diploma -l'examinador li va dir que responia a les preguntes «com un estudiant home» i que sabia llatí millor que ell. De Iaroslavl se'n va anar a Kazan per definir el procés de divorci que van obtenir uns mesos més tard. De tornada a Sant Petersburg, va aprovar l'examen a l'Acadèmia Medicoquirúrgica per tal d'aconseguir el diploma d'obstetrícia. Era el novembre de 1876: «als vint-i-quatre anys la meva vida estava lligada exclusivament a la sort del moviment revolucionari rus».

## AZemlià i Vólia

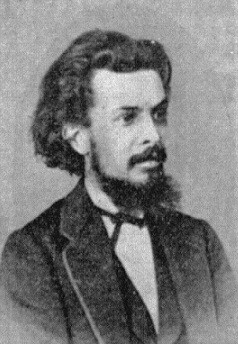
Vassili Trosxanski

A la tardor del 1876 es va fundar a Sant Petersburg l'organització revolucionària Zemlià i Vólia,
que reprenia el nom d'una societat anterior que, activa en la dècada del 1860, havia lluitat contra l'autocràcia. Els promotors eren activistes d'alguns cercles Txaikovski, en primer lloc Natanson i la seva muller Olga Xleisner, Aleksei Oboléixev, Adrian i Aleksandr Mikhailov, Vassili Trosxanski, Plekhànov i molts altres: sostenien que tots els afiliats havien d'estar units per lligams de familiriaritat i amistat personals. Un altre grup, que incloïa Bogdanñivitx, Ivantxin-Píssarev, Ienkuvàtov, Maria Löschern von Herzfeld, Griboiédov, Maria Subbótina, Nikolai Drago, Aleksandra Kornílova, la mateixa Vera Fígner, la seva germana Ievguénia i alguns altres, assenyalaven la necessitat d'ampliar les relacions entre elements de l'exèrcit, l'administració pública i la intel·liguèntsia.
El grup de Vera Fígner no formava part formalment de Zemlià i Vólnia i per això se'ls anomenava els «separatistes», però el programa de les dues associacions era compartit i les iniciatives empreses eren del tot similars i sovint realitzades en comú. La terra havia de pertànyer a la comunitat que la treballava i no a aquells que només en gaudia dels fruits. Calia doncs refutar la falsa creença, molt estesa entre els camperols, que el tsar era el protector de les persones, promovent peticions i apel·lacions a l'emperador en les quals s'haurien denunciat els abusos de les autoritats locals. El silenci de la màxima autoritat de Rússia o, pitjor encara, el destí d'aquests denunciants que sovint acabaven a la presó o deportats, demostraria la falta de fonament d'aquesta creença.

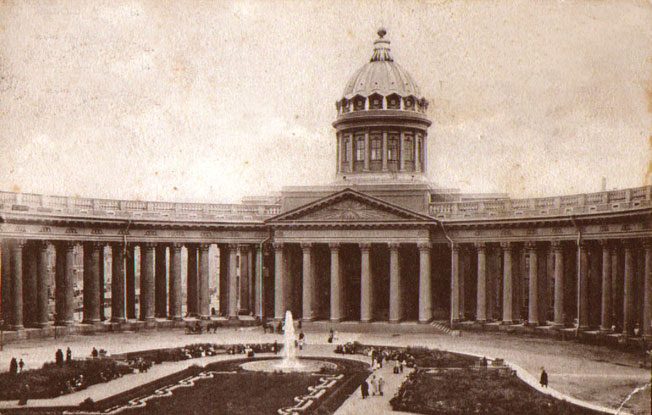
La catedral de Kazan a Sant Petersburg

Calia que els revolucionaris visquessin en contacte amb la gent, compartint les seves necessitats, donant suport a les idees de justícia i la salvaguarda dels seus interessos amb la posada en marxa d'accions legals contra els terratinents nobles i els kulaki, denunciant la corrupció i el parasitisme de les administracions locals, defensant la dignitat dels camperols contra tota injustícia, desenvolupant l'esperit d'autoestima, el sentit del dret i, finalment, la lluita, fins a fer de cada oprimit un revolucionari.
El 18 de desembre de 1876 hi hagué a Sant Petersburg, a la plaça de la catedral de Kazan, la manifestació en la qual, després d'un discurs de Plekhànov, el jove treballador Iàkov Potàpov alçà sobre la multitud una bandera vermella amb la inscripció Zemlià i Vólia. Els manifestants es van resistir a la policia. Vera, Ievguénia Fígner i Potàpov es van trobar junts per escapar al llarg del l'avinguda Nevski: anaven pel carrer Bolxaia Sadovaia, quan dos espies es van abraonar sobre Potàpov, i l'immobilitzaren després d'una baralla. Les dues germanes van aprofitar la confusió per a desaparèixer. 31 manifestants va ser detinguts, dels quals 5 van ser condemnats a 10-15 anys de treballs forçats, 10 van ser condemnats a l'exili a Sibèria, i tres treballadors, incloent Potàpov, a una pena presó de 5 anys en un monestir. La manifestació de Kazan el 1876 va marcar l'inici de la participació conscient de la classe obrera russa en el moviment social.

### Als vilatges camperols

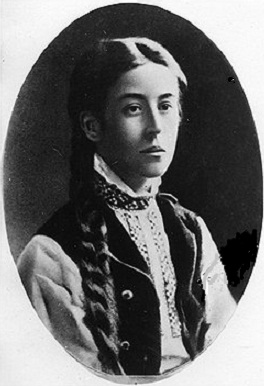
Vera Figner el 1877

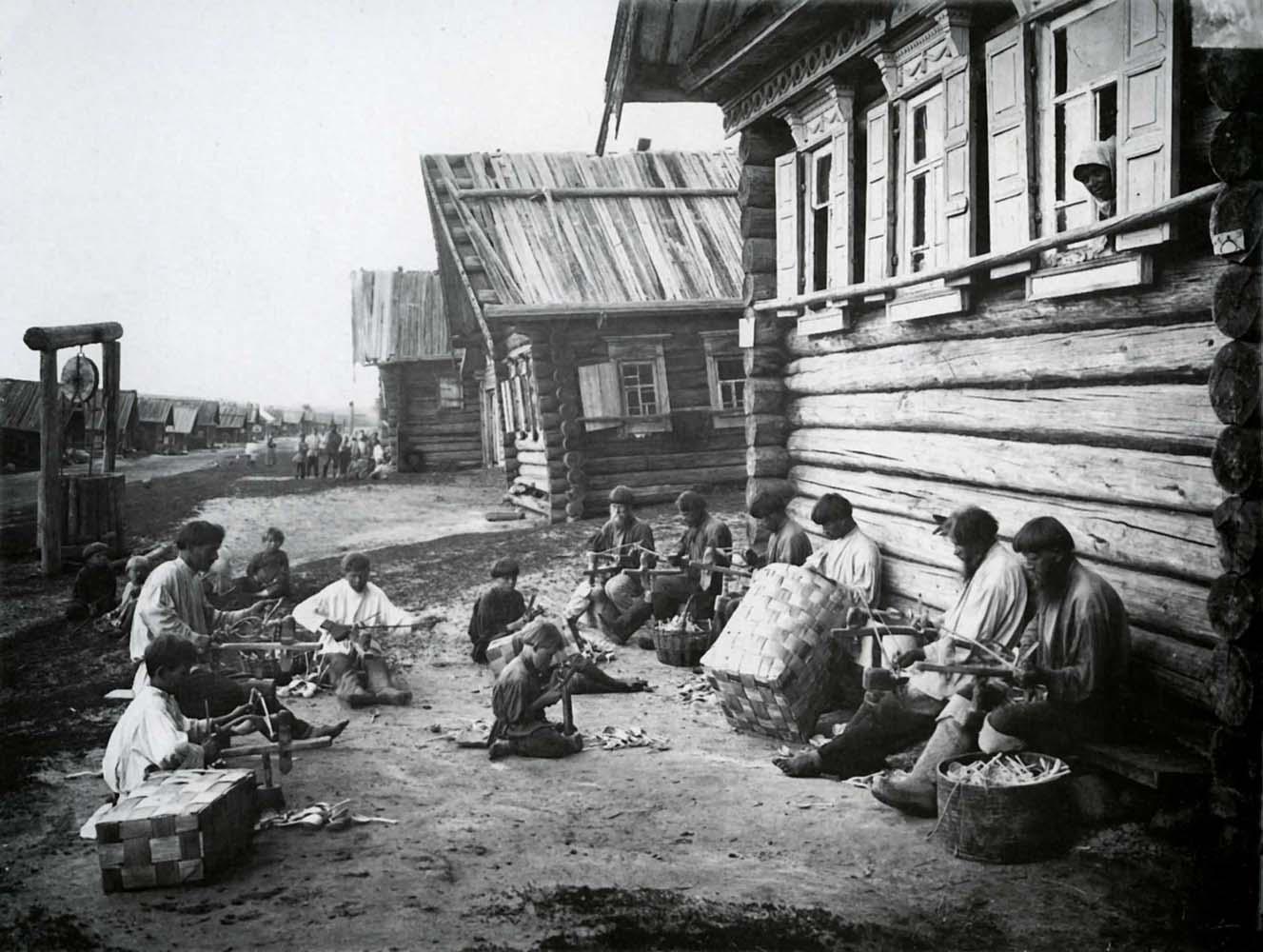
Un vilatge rus a finals del segle XIX

Després de la manifestació, una part dels zemlévoltsi romangué a Sant Petersburg, una altra part se'n va anar a les gubèrnies de Saràtov i Astracan, mentre el grup dels separatistes trià com a lloc d'activitat la gubèrnia de Samara, on, a l'estiu del 1877, també va arribar Vera Fígner. Nikolai Popov, jove metge del vilatge de Iekaterinovka, un populista, la inserí com a assistenta mèdica ("Feldscher", rus: Фельдшер) al gran vilatge de Studentsov. La seva jurisdicció s'estenia per una dotzena de pobles dels voltants: «per primera vegada a la vida em vaig trobar cara a cara amb la vida del camp, només sola al bell mig del poble, lluny de la família, dels amics i coneguts, lluny de les persones instruïdes. Ho confesso, em sentia sola, feble, impotent en el mar del món camperol. A més, jo no sabia com acostar-me a la gent comuna».
Durant divuit dies sobre trenta Vera es movia d'un poble a un altre; es detenia en les anomenades «barraques de descans» on rebia generalment trenta o quaranta pacients de totes les edats. La majoria n'eren malalts crònics; hi havia reumàtics ja amb 10 o 15 anys, gairebé tots tenien malalties de la pell causades per la brutícia en la qual vivien, gastritis i problemes intestinals, problemes respiratoris, sífilis, però el que més la impressionava era la misèria general de la població, que anteriorment només havia conegut als llibres.
Al final de la jornada, esgotada, Vera es llançava al jaç que li feia de llit i es preguntava com seria possible pensar a organitzar entre aquestes persones, que semblaven bastant resignades a la seva condició, una protesta o una revolta. Haver vist del cert l'estat real de la nació fou una experiència terrible, "la meva boca mai no fou capaç d'obrir-se a la propaganda", però fou també «una sort poder observar l'interior de les seves ànimes».
El 30 de desembre del 1877 fou arrestada a Samara la populista Vera Txepúrnova i li foren trobades cartes comprometedores per a Vera Fígner i altres companys. Fou advertida per telègraf, i directament des de Sant Petersburg va arribar a treure-la de Studentsov Aleksandr Kviatkovski. Una setmana després arribaren al vilatge els gendarmes, però ja era massa tard. Vera Fígner, Kviatkovski i Aleksandr Soloviov havien marxat a la gubèrnia de Vorónej, on des de Sant Petersburg arribà la notícia de la sentència del procés dels 193, que havia alliberat un gran nombre d'imputats. Hi havia la possibilitat de reclutar entre aquests amics nous elements per al treball de camp, i per això Vera i Bogdanóvitx marxaren cap a la capital.

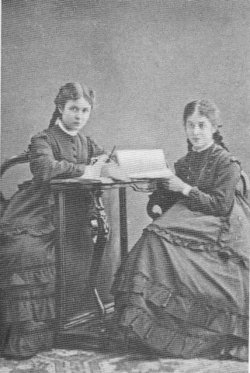
Vera i Ievguénia Figner

Per a aquestes persones, en llibertat després d'anys de detenció preventiva, es va fer una gran festa. Durant tot un dia un centenar d'amics i coneguts es van retrobar per felicitar-los. Vera, gràcies a una amistat comuna amb Liúbov i Aleksandra Kornílova, conegué molts d'aquests companys: entre aquests, per primer cop va veure Sófia Peróvskaia. Amb aquells que no foren novament arrestats i enviats a l'exili després de la negativa del tsar a signar la sentència, entraren a Zemlià i Vólnia. Per la seva banda, Vera i Ievguénia Fígner, que havia superat a Saràtov l'examen d'infermera, s'establiren al districte de Petrovsk, per continuar la feina d'assistir els pagesos d'aquells vilatges.
La presència dels dos joves en aquests llocs remots donà lloc a sospites de «nihilisme», però les seves maneres, l'aspecte i també la conquerida amistat del president del Consell de Districte, Mikhaïl Iermolàiev i de la seva muller, feren callar les veus i els obriren les portes de les cases de molts notables. Aviat van ser assetjats pels pacients; Vera va ser anomenada «la guaridora» i la seva fama s'escampà molt més enllà del districte. No hi havia altres metges i les Fígner obtingueren directament del president Iermolàiev les medicines necessàries. Només durant el primer mes visitaren 800 malalts, i durant els 10 primers mesos 5.000 persones.
En no haver-hi cap escola en els tres comtats del districte, després d'algun temps Vera i la seva germana obriren una escola primària en el mateix edifici de la infermeria. Ievguénia ensenyaria de franc i no faria falta gastar-se diners en llibres, quaderns o bolígrafs. Vingueren 25 alumnes, incloent adults, provinents de diferents pobles. I així també Ievguénia tenia un sobrenom: "la mestreta del cor d'or". En el seu temps lliure anaven a les cases dels camperols a llegir llibres, generalment Nekràssov, Lérmontov, Saltikov-Sxedrín, Naúmov, Levítov i articles de revistes.
Al cap de poc de temps, el capellà de Viazmino començà a queixar-se al Consell perquè l'esperit religiós s'havia esllanguit des del moment que havien arribat les dues joves, i afirmava que la gent s'estava tornat insolent i contumaç. Després es va informar si Ievguénia també ensenyava a pregar i es va fer córrer la veu que la mestra ensenyava que Déu no existia i que a la gent no li feia falta tenir un tsar, i finalment, que les Fígner oferien hospitalitat als fugitius. Un propietari del lloc, el príncep Txegodàiev, va reblar el clau en afirmar que anaven fent voltes llegint proclames revolucionàries, dient que no hi havia justícia i que tots els funcionaris eren corruptes.
 Fins i tot el conflicte entre els agricultors i els propietaris, que en quinze anys havien apujat el lloguer de les seves terres de 25 copecs a 3 rubles per hectàrea, es va atribuir a les intrigues de les Fígner, i així un dia va arribar la policia i va tancar l'escola per manca d'autorització administrativa.

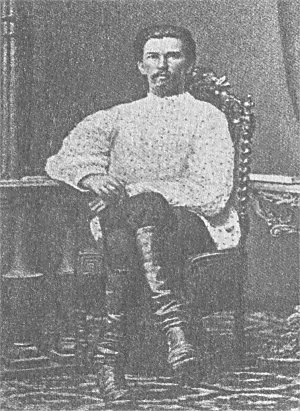
Aleksandr Soloviov

Fins i tot abans que la situació es deteriorés fins a la ruptura, Vera i Evguénia Fígner havien rebut la visita d'Aleksandr Soloviov, que les havia informat de la seva decisió de matar el tsar: «la mort de l'emperador» -havia dit- pot marcar un punt d'inflexió en la vida social; l'aire es pufificarà; la desconfiança de la intel·liguèntsia s'aturarà i es dedicarà a una àmplia i fructífera activitat entre el poble. Un gran corrent d'honesta, jove i activa força irromprà com un riu en els pobles. I és precisament aquesta gran força vital, no el zel de la personalitat individual com nosaltres, allò que és necessari per influir en la vida de tota la pagesia russa».
L'opinió de Soloviov, diu Vera Figner, era el ressò d'un estat d'ànim general entre els revolucionaris. El moviment no progressava, no perquè el seu programa estigués errat o perquè les seves idees fossin inaccessibles per a la població, sinó perquè a Rússia no hi havia llibertat política. Sense ella les necessitats i aspiracions de les persones acabaven ignorades, la situació esdevenia insuportable i el ressentiment es dirigia contra la màxima autoritat, el tsar, que s'autoproclamava el responsable de la vida, el benestar i la felicitat de la nació: «i Soloviov va agafar el revòlver». Ja al desembre passat, en una reunió celebrada a Sant Petersburg, s'havia expressat sobre aquesta qüestió un aspre conflicte entre Mikhailov i Morozov d'una banda, favorables a dur a terme un «cop al centre» del poder polític, i Plekhànov i Popov de l'altra. Aquests últims cridaren que l'activitat terrorista només donaria lloc lloc a pèrdues per al partit i a una accentuada repressió per part del govern, i que distrauria els joves de l'útil i legal feina entre el poble.
Un mes després de la seva visita a Viazmino, el 14 d'abril de 1879, a Sant Petersburg, Soloviov va disparar a Alexandre II, però no el va tocar. La investigació policial posterior reconstruí l'activitat de Soloviov, i va descobrir que havia treballat a la gubèrnia de Saràtov. Vera va advertir al Consell que havia d'anar a Sant Petersburg, on hi havia la seva mare malalta, i se li va concedir un permís temporal. Quan va arribar la notícia que els investigadors ja estaven treballant en el proper districte de Volski, Vera i Ievguénia van abandonar Viazmino. El dia després hi va arribar la policia. A Saràtov el grup dels «separatistes» va mantenir una última reunió en la qual Vera anuncià la seva decisió d'entrar a Zemlià i Vólia. Ja no hi veia la necessitat de petits grups en un moment en què calia unir totes les forces per a una lluita a fons contra el govern. A continuació, el grup es va dispersar: Ivantxin-Píssarev i Maria Löschern von Herzfeld marxaren al nord, Vera, Ievguénia i Bogdanóvitx a Tambov, on Mikhaïl Popov l'informà de la convocatòria d'un congrés de Zemlià i Vólia a Vorónej.

## ANaródnaia Vólia

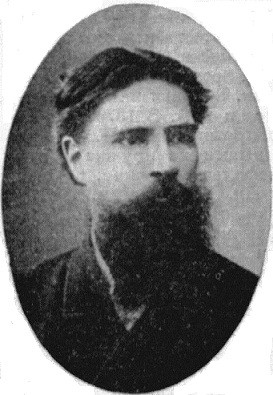
Serguei Kharizoménov

A finals de juny, el grup més radical de Zemlià i Vólia es va reunir a Lípetsk, van constituir-se en "Comitè executiu" i es van donar com a objectiu derrocar l'autocràcia i aconseguir la llibertat política amb l'acció armada. En primer lloc calia matar el tsar. Amb aquest programa, el Comitè executiu es va presentar el 6 de juliol de 1879 a Vorónej per al congrés general de Zemlià i Vólia.
Hi ha diverses versions divergents quant a les persones que van assistir a aquest congrés. Valentina Tvardóvskaia, comparant les fonts disponibles, va concloure que hi van participar 19 persones, a saber:
| - Aleksandr Mikhailov - Aleksandr Kviatkovski - Gueorgui Plekhànov - Lev Tikhomírov - Nikolai Morózov - Vera Fígner - Sófia Peróvskaia - Maria Oixànina - Gueorgui Tisxenko - Mikhaïl Popov | - Serguei Kharizoménov - Óssip Nikolàiev - Nikolai Karàtkevitx - Mikhaïl Frolenko - Óssip Aptekman - Andrei Jeliàbov - Aleksandr Barànnikov - Nikolai Kolodkévitx - Iekaterina Serguéieva |

Els assistents s'aplegaren asseguts a la gespa del jardí botànic. El programa aprovat a Lipetsk irrità fortamen Plekhànov que, en trobar-se aïllat en la seva opció de rebuig del terrorisme, es va aixecar i va sortir. Vera es va precipitar a detenir-lo, però es va aturar en sentir les paraules de Mikhailov: "deixa'l perdre", va dir. No hi hagué encara la ruptura definitiva entre les dues ànimes de Zemlià i Vólia, perquè tothom va acceptar la proposta del regicidi. Morózov, sense revelar a Vera l'existència del Comitè executiu, li proposà formar part d'un grup secret dins de Zemlià i Vólia. A Fígner li semblà absurda la idea de crear un grup secret en una organització que ja de per si era clandestina, la considerà digna de Netxàiev, i es va negar.
Després del Congrés de Vorónej, Vera Fígner va portar una existència il·legal: amb documents falsos, es va traslladar a un apartament del barri perifèric de Lesnoi, a Sant Petersburg, juntament amb Kviatkovski i Sófia Ivànova. El lloc, escassament poblat i situat prop d'un gran parc de pins, afavoria les reunions privades dels revolucionaris. Aquí el Grup Lipetsk va continuar les seves reunions, queixant-se que els opositors de la línia de terror obstaculitzessin la realització del projecte d'atemptar contra la vida del tsar, que també havia estat aprovat a Vorónej. De comú acord, es va arribar a la separació: Zemlià i Vólia fou finalment dissolta, Plekhànov i els partidaris del programa populista tradicional es reagruparen en una organització anomenada Repartició Negra, mentre que els innovadors, incloent Figner, fundaren Naródnaia Vólia i entraren a formar part del Comitè executiu.
El Comitè executiu va ser el principal centre dirigent de Naródnaia Vólia que triava els objectius i coordinava les accions dels narodovoltsi en tot el territori. L'objectiu primari era la revolució del poble, i per preparar-la calia una intensa activitat de propaganda entre els treballadors i els joves intel·lectuals. Per a aquest propòsit Jeliàbov va treballar a Khàrkiv, Figner i Kolodkévitx a Odessa, Mikhailov a Moscou, Kviatkovskii, Anna Korba i altres a Sant Petersburg. No obstant això, el terrorisme -escriu Fígner- "mai va ser l'objectiu del partit. Era un mitjà de protecció, d'autodefensa, fou considerat com una poderosa eina d'agitació i emprat per a assolir els objectius per als quals treballava l'organització. Sota aquesta premissa, l'assassinat del tsar fou només un detall".

### Els atemptats. L'assassinat d'Alexandre II

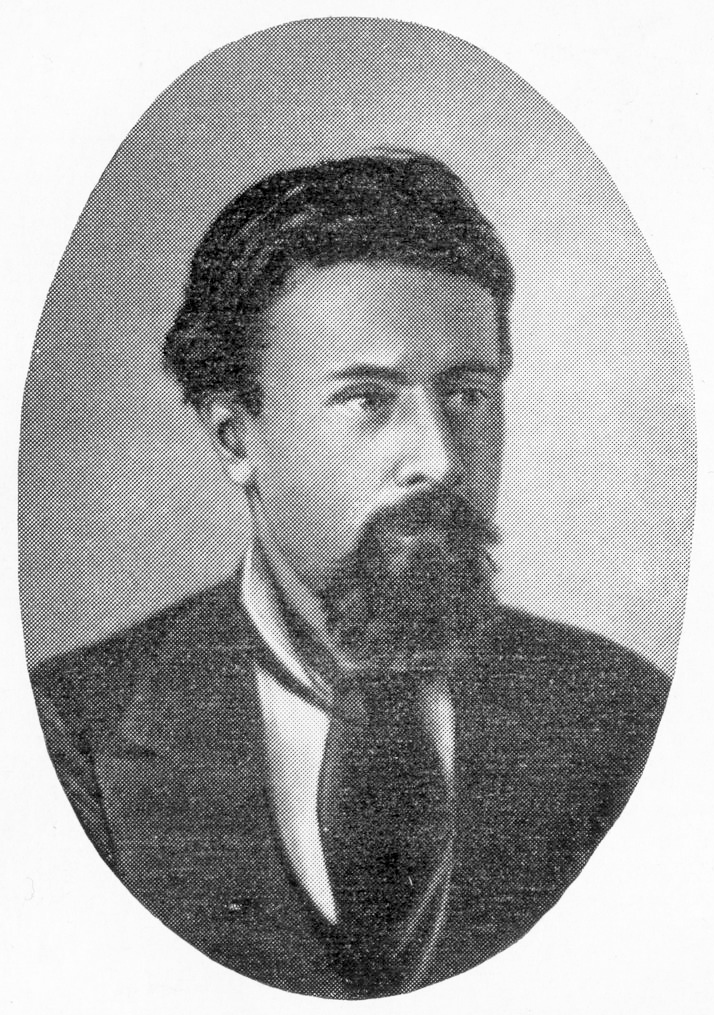
Nikolai Kibàltxitx

Vera Fígner va insistir a participar en l'organització del primer atemptat a Alexandre II. Li fou confiat un carregament de dinamita que va portar amb ella des de Sant Petersburg a Odessa a mitjans de setembre. Amb Nikolai Kibàltxitx, un expert en disseny i preparació d'explosius, es va instal·lar amb un nom fals en un apartament del carrer de Santa Caterina, on se'ls van unir Kolodkévitx, Frolenko i Tatiana Lebedeva. Aquí, sota la direcció de Kibàltxitx, es van preparar els explosius.
El pla preveia col·locar els explosius a la línia ferroviària, prop d'Odessa, on a finals de tardor, probablement, hauria passat el tren del tsar directe a Sant Petersburg des de Crimea, on estava passant les vacances d'estiu. Es va pensar que el millor seria trobar una caseta de guàrdia de ferrocarril, on es podria dur a terme tot el treball de preparació de l'atac i es podria accionar el control remot que hauria de detonar la dinamita. El paper d'empleat de ferrocarril hauria estat assumit per Frolenko, que tindria Lebedeva com a falsa muller. Vera Fígner havia presentat la seva sol·licitud de treball a la línia de Ferrocarrils del Sud-Oest, l'empresa que gestionava la línia de ferrocarril.
I així ho va fer. Va anar a veure el baró d'Ungern-Stenberg, fill del governador Totleben, a qui va explicar que el porter de casa seva tenia la dona malalta de tuberculosi, per tant, necessitava viure en un ambient sa, a l'aire lliure, i esperava treballar com a guàrdia de ferrocarril. El baró la va recomanar al cap de secció de personal, un tal Sxiguelski, al qual Vera va impressionar en presentar-se vestida com una gran dama de l'aristocràcia. Hi havia un lloc vacant a una dotzena de quilòmetres d'Odessa, i Frolenko i Lebedeva, amb documents falsos preparats per Vera Figner, s'hi van establir.

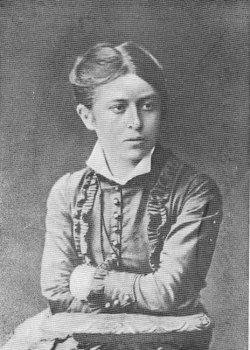
Vera Fígner el 1880

Aquest intent fou del tot inútil, perquè el tren seguí una altra línia ferroviària, la de Sebastòpol per Moscou i Kursk, on també era esperat a Aleksàndrov per altres dos atacants, Jeliàbov i Okladski, però aquí la càrrega no va arribar a explotar. Fins i tot un tercer intent, preparat a dos quilòmetres de Moscou per Sófia Peróvskaia i Stepan Xiriàiev, fa fallar: l'explosió va tocar un segon tren que transportava el servei domèstic del tsar. Kibàltxitx i Kolodkévitx abandonaren Odessa i Vera Fígner s'hi va quedar amb els pocs treballadors guanyats a la causa revolucionària. Es va fer càrrec de la propaganda i feu coneixença de persones de totes les classes socials, professors i, en general, de propietaris de terres a funcionaris i artesans. Hauria preferit acostar-se als estudiants, «els sentiments dels quals eren tant forts i el seu entusiasme tan sincer», però d'aquests en va conèixer pocs.
A Odessa va viure al carrer Iamskaia sota el nom d'Antonina Aleksàndrovna Golovliovo. Mentrestant, va preparar un nou atemptat, aquest cop a costa del general Stepan Paniutin, cap de la cancelleria del governador, responsable, com Totleben, de detencions i deportacions indiscriminades de persones fins i tot només sospitosos de ser opositors al règim. L'arribada a Odessa, al març de 1880, de Nikolai Sablin i Sófia Peróvskaia, va fer canviar el programa. El Comitè executiu havia decidit organitzar un atemptat contra Alexandre II -després del que, el 17 de febrer, havia colpejat el mateix Palau d'Hivern- en vista de la seva arribada a Crimea per passar les vacances d'estiu.
El pla, elaborat per Sablin i Peróvskaia, preveia llogar una botiga al cèntric carrer Italiànskaia, on presumiblement passaria l'emperador procedent del port. A la part posterior de la botiga s'excavaria un túnel fins al centre del carrer, on es col·locaria una càrrega de dinamita. En aquesta tasca també col·laboraren Issàiev -que es va tallar tres dits mentre excavava-, Anna Iakímova i Zlatopolski, mentre Figner guardava els explosius a casa i s'enduia la terra extreta de l'excavació.

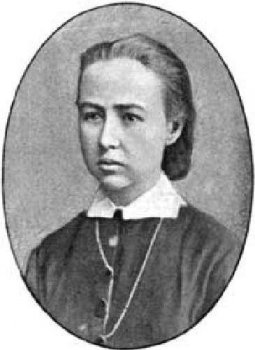
Sófia Peróvskaia

També aquest treball, que es va perllongar durant tot el mes d'abril, fou inútil, ja que el tsar va arribar a Crimea abans del previst i en secret. Vera Fígner va proposar al Comitè d'usar el túnel per a atacar el governador Totleben -"el mestre dels suborns i els botxins"-, però la proposta va ser rebutjada perquè tots els esforços havien de quedar concentrats contra el tsar. D'altra banda, el governador i el general Paniutin van ser traslladats a l'estiu a Vílnius. En conseqüència, es va tancar la botiga. Com a resultat, es va cobrir la galeria i d'aquell atemptat les autoritats només estarien al corrent dos anys més tard. Vera Fígner volia tornar a Sant Petersburg, i va ser reemplaçada a Odessa per Mikhaïl Trigoni.
Naródnaia Vólia organitzà la propaganda a l'estranger en aquest període dels objectius polítics, juntament amb una campanya de descrèdit contra el despotisme rus. Lev Gártman, refugiat a França a finals del 1879, fou encarregat expressament pel Comitè executiu per dur a terme la campanya a Europa i els Estats Units amb opuscles i conferències. El govern rus va reaccionar i en va sol·licitar la detenció i extradició, que no obstant això va ser rebutjada. De Marx i Henri Rochefort es va sol·licitar per part de Naródnaia Vólia tota mena d'ajuda. A la fi de 1880 a Vera Fígner li fou encarregada la tasca d'ocupar-se dels informes amb Gartman i li va enviar cartes, biografies dels militants executats o condemnats pel règim, publicacions revolucionàries, revistes i diaris.
En els últims mesos de 1880, el Comitè executiu va posar en marxa un nou pla per atemptar contra la vida d'Alexandre II. A causa que a Sant Petersburg el tsar tenia per costum passar cada diumenge pel carrer Malaia Sadovaia, es va llogar una botiga de revenda de formatges. Vera Fígner va proposar Iuri Bogdanóvitx com a gestor del negoci. El va cridar de Saràtov, on es trobava llavors, i li va proporcionar un passaport amb un nom fals. Al començament del nou any Bogdanóvitx i Anna Iakímova, "els cònjuges Kobozev", van omplir la botiga de formatges i productes làctics, i mentrestant, ajudats per Sukhànov, Jeliàbov, Frolenko i d'altres, començaren a excavar un túnel des de la rebotiga que havia d'arribar al carrer. Si no n'hi hagués prou amb l'explosió del carrer per matar el tsar, n'intervindrien quatre més, apostats a banda i banda del carrer i armats amb més bombes.

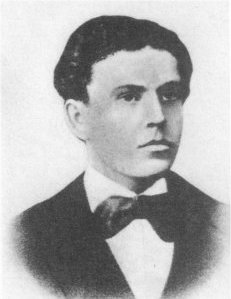
Ignacy Hryniewiecki

En el mateix mes de gener, Vera Fígner i Issàiev llogaren, amb el nom de cònjuges Kotxanovski, un apartament a l'avinguda Voznessenski, al cor de Sant Petersburg. En aquest lloc Kibàltxitx havia de preparar l'explosiu. Aquí, una nit, Issàiev va portar a Vera una carta que, mentre estava pres a la fortalesa de Pere i Pau, Netxàiev havia pogut enviar. Demanava que l'alliberessin. El Comitè executiu va decidir dissenyar el seu alliberament, però endarrerint-lo fins després de l'atac al tsar.
En previsió del pas, el diumenge 13 de març, de la comitiva imperial pel carrer Malaia Sadovaia, des de les cinc de la tarda del 12 de març, i durant tota la nit, Sukhànov, Kibàltxitx i Gratxevski, ajudats per Vera Fígner i Sósfia Peróvskaia, treballaren a l'apartament de l'avinguda Voznessenski en la fabricació de quatre bombes per donar-ne una a cadascuna de les següents persones perquè les llancessin: Rissakov, Ignacy Hryniewiecki, Iemeliànov i Mikhailov. A les vuit del matí les bombes estaven llestes. Peróvskaia les distribuí i amb ells s'apostà al carrer.
Vera Fígner romangué a casa, on unes poques hores més tard se li va unir Issàieev amb la notícia que l'emperador havia tirat pel dret per un altre camí, i no havia passat pel carrer Malaia Sadovoia. Un cop més, semblava que l'atac havia fracassat abans de néixer, però va intervenir la intuïció i la disposició de Sófia Peróvskia. Amb la certesa que la comitiva imperial, quan tornés al Palau d'Hivern vorejaria el canal de Caterina, va decidir traslladar els quatre atacants. Així fou i al seu senyal, vers les dues de la tarda, dues explosions sacsejaren la ciutat. Ferit de mort per la bomba de Hryniewiecki, Alexandre II exhalà el seu últim alè una hora més tard al seu palau.

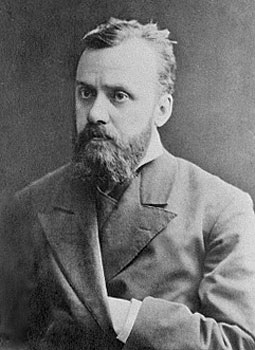
Gleb Uspenski

Vera havia anat per la seva banda a casa de l'escriptor Gleb Uspenski, on va arribar Ivantxin-Píssarev amb la notícia de la mort del tsar. A les esglésies ja es jurava lleialtat a l'hereu. De tornada a casa, es va trobar amb alguns companys, que encara ignoraven el que havia passat. Estava tan agitada que no podia badar boca: "Vaig plorar i molts de nosaltres vam plorar; aquell malson pesat, que durant deu anys havia sufocat la jove Rússia davant els nostres ulls, havia acabat; els horrors de la presó i l'exili, la violència, les execucions, les atrocitats infligides a centenars i milers dels nostres militants, la sang dels nostres màrtirs, tot va ser reparat amb aquesta sang del tsar vessada per les nostres mans. El pesat fardell es va aixecar de les nostres espatlles, la reacció havia d'acabar i donar pas a la nova Rússia. En aquest moment solemne, tots els nostres pensaments es van fixar en l'esperança d'un futur millor del nostre país".
Aquest èxit va costar un preu molt alt a Naródnaia Vólia. Ja al novembre setze militants havien estat processats i Kviatkovski i Presniàkov penjats. La traïció d'Okladski permeté a la policia detenir Barànnikov, Kolotkévitx, Kletótxnikov, Fridenson, Trigoni, Jeliàbov. Després va ser el torn d'Aleksandr Mikhailov, i en els dies següents a l'atac, per les confessions de Rissakov, van caure Sablin, Peróvskaia, Kibàltxitx, Timofei Mikhailov, Guéssia Guelfman. Un mes més tard seria el torn de Zlatopolski, Issàiev, Langans, Lebedeva, Frolenko. Encara més tard, va ser detingut Nikolai Sukhànov.

### A Moscou i a Odessa

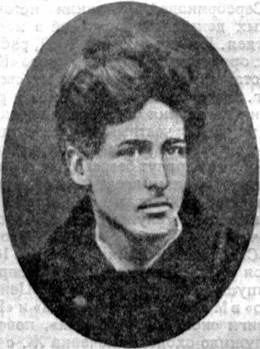
Nikolai Jelvakov

En ser difícil escapar a la repressió que tingué lloc a Sant Petersburg, els membres supervivents de la Comissió executiva es va traslladar a Moscou. El 15 d'abril de 1881 Vera Fígner va anar a Odessa, per reorganitzar el partit després de la detenció de Trigoni, i va entrar en contacte amb els oficials de la flota partidaris de Naródnaia Vólia. Llavors, de la capital va arribar Butsevitx per coordinar els plans del grup militar d'Odessa amb l'organització militar de Sant Petersburg, en vista d'una insurrecció armada.
A finals d'octubre, se li va demanar que vingués a Moscou. Aquí, el Comitè executiu estava en un estat d'inèrcia, incapaç de prendre qualsevol iniciativa. Al novembre vingué de Moscou Olga Liubàtovitx, que tractava llavors d'organitzar l'alliberament de Morózov: allotjada en un hotel, es va trobar amb Vera Fígner i Gueràssim Romanenko, recentment elegit membre del Comitè. Uns dies més tard, el 30 de novembre, va ser detinguda i l'endemà fou el torn de Romanenko. Vera Fígner va considerar oportú tornar immediatament a Odessa.
A Odessa preparà amb Khalturin i Klimenko l'assassinat del fiscal militar Strélnikov, un instigador de pogroms, la màxima del qual, en la repressió del moviment revolucionari, era "millor castigar nou persones innocents que deixar escapar un culpable." Així, el 30 de març de 1882 Nikolai Jelvakov li disparava d'un tret a boca de canó al cap. Capturat immediatament juntament amb el seu còmplice Khalturin, tots dos foren penjats quatre dies més tard.
Vera Fígner estava de tornada a Moscou el 27 de març, on es rumorejava que un espia estava posant la policia sobre la pista dels membres del Comitè executiu. Només Zlatopolski va venir a rebre-la, amb el manifest de Naródnaia Vólia que anunciava l'assassinat del general Strélnikov. Li aconsellà també d'abandonar Moscou per establir-se a Khàrkiv, on no hi havia agents del Comitè per dirigir el grup revolucionari local. La impremta va ser tancada i tot el grup moscovita va sortir de la ciutat.

### A Khàrkiv

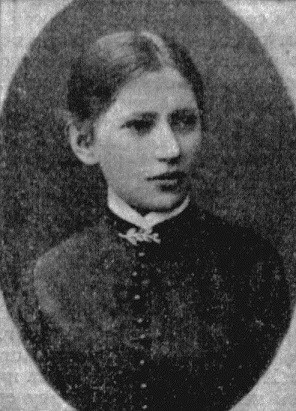
Vera Xatílova

Vera es va trobar a Khàrikiv un petit grup de narodovoltsi -Komarnitski, Ànnenkov, Kaixíntsev, Nemolovski i Linitski- l'única activitat dels quals era fer propaganda i educació socialista entre els treballadors. El baix nivell d'alfabetització dels habitants de la ciutat i la província, la manca de vida social i la pobresa de recursos financers del grup feia que fos molt difícil per a ells treballar. En aquesta situació, al juny va arribar la notícia de les detencions, a Petersburg, d'Anna Korba, de Gratxevski i Butxévitx i de la fuga a l'estranger d'Oixànina i de Tikhomírov. Vera Fígner va romandre a Rússia com a única representant del Comitè executiu.
Va tractar d'obtenir fons per a la causa del partit i amb aquest objectiu se'n va anar a Vorónej i Oriol, on es va veure amb Vera Xatílova, a qui coneixia des de 1876, però que s'havia mantingut lluny del moviment revolucionari. Per ella, molt íntima de la rica família Subbotina, esperava obtenir 8.000 rubles que Ievguénia Subbótina, la seva altra amiga del temps que va passar a Suïssa, tractava de posar a disposició de Naródnaia Vólia. Al final de l'estiu pogué rebre els diners que li van ser lliurats per Afanasi Spandoni, un membre del partit a Kíev.
A més d'haver establert relacions amb el grup de Kíev, Vera Fígner feu venir Khàrkiv Spandoni i Dmitri Suróvtsev i de Tiflis Praskóvia Ivanóvskaia i Serguei Degaiev. Amb els primers es proposava organitzar una impremta a Odessa, de Degàiev, un exoficial l'artilleria de Sant Petersburg, li calia que involucrés l'organització militar de la capital en la reestructuració de Naródnaia Vólia.
Vera Fígner no sabia que Degàiev s'havia convertit en un agent de Gueorgui Sudeikin, superintendent de l'Okhrana de Sant Petersburg. Aquest reclutava personatges de l'ambient revolucionari fent-los creure que ell mateix era un revolucionari que volia destruir tant el règim tsarista com l'ala terrorista d'oposició política. Sudeikin ja havia reclutat els joves Vladímir Degàiev i, a continuació, a través d'ell, el seu germà Serguei.

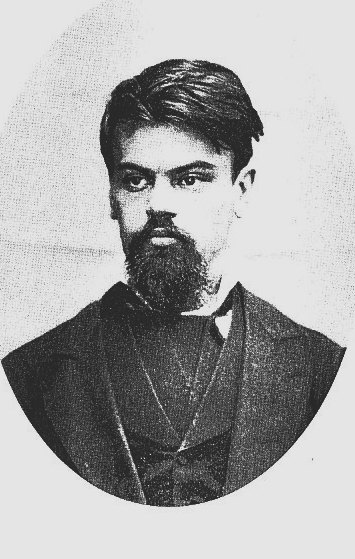
Serguei Degàiev

Degàiev va venir al setembre a Khàrkiv amb la seva dona. Acabava de sortir del Caucas, quan el grup de narodovoltsi de Tiflis fou detingut. Li va dir a Fígner que havia estat detingut per la policia durant la investigació sobre l'atac del 13 de març, però que l'havien posat en llibertat per falta de proves, per descomptat guardant silenci al voltant les seves relacions amb Sudeikin. Vera Fígner il·lustrà Degàiev i Spandoni amb el seu pla: a més d'instal·lar una nova impremta, calia restaurar el centre directiu de Naródnaia Vólia per incloure-hi cinc oficials, que haurien d'abandonar les forces armades per tenir la màxima llibertat d'acció.
Degàiev va marxar a Sant Petersburg, on l'oficial Nikolai Rogatxov es va posar a la seva disposició, i prosseguí per Mikolaiv i Odessa, on el tinent coronel Mikhaïl Aixenbrénner acceptà la proposta de Fígner. Posteriorment, al novembre, Degàiev va llogar una casa a Odessa, on va organitzar un taller d'impressió amb l'ajut de la seva esposa, de Suróvtsev de Spandoni i Maria Kaliújnaia, germana del revolucionari Ivan Kaliujni.
Els materials per a la preparació de la impressió van ser proporcionats pel populista intel·lectual Nikolai Mikhailovski. Aquests s'havien reunit amb Fígner el 27 d'octubre, per tal de comunicar-li la proposta del ministre conseller de la cort Vorontsov-Dàixkov: el govern hauria tingut la intenció de negociar una treva amb el Comitè executiu. Naródnaia Vólia hauria de cessar tota activitat terrorista a canvi d'una amnistia general, seguida de reformes que garantissin la llibertat de premsa i d'opinió, fins i tot pels opositors al règim. Vera Fígner va rebutjar l'oferta, que semblava molt similar a la proposta que al març de 1880 se li havia fet al narodovolets Goldenberg, o sigui, només un pretext per atrapar altres militants de Naródnaia Vólia.

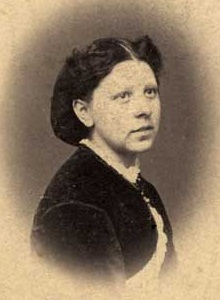
Sófia Tikhótskaia

L'1 de gener de 1883 la policia irrompia a l'apartament d'Odessa, on es trobava la impremta clandestina, i detenia Degàiev, la seva dona, Kaliújnaia, Suróvtsev i Spandoni. Després de només cinc setmanes, s'esvaïa l'esperança de poder encara difondre l'òrgan del partit. Semblava que tot s'esfondrés al seu voltant, però va continuar, tot i que convençuda de la inutilitat de qualsevol nou intent. Recordà haver reprès Tikhomírov, quan va decidir abandonar el país, recordà la carta en què una nena, una revolucionària que vivia en la il·legalitat, havia escrit que ella, Vera Fígner, representava "l'única estrella en el fosc horitzó de la seva ànima ombrívola."
A principis de febrer Vera Fígner va ser convidada a viatjar d'urgència a la casa de dos amics, el matrimoni de Sófia i Aleksandr Tikhotski. Per a la seva sorpresa, es va trobar amb Serguei Degàiev. Aquest li va dir que després de la detenció, mentre a la tarda era conduït per dos gendarmes a l'estació d'Odessa per ser transferit a Kíev, havia escapat llançant un grapat de tabac als ulls dels guàrdies. Va dir que trobà el primer refugi a casa d'un oficial de l'organització militar, i després se'n va anar a Mikolaiv i d'allà a Khàrkiv.
Fígner, tot i trobar increïbles alguns detalls i veure'l confós en altres detalls de la seva història, no tenia sospites, i justificava el seu estrany comportament amb l'estat emocional d'una persona que tenia la seva muller a la presó. Recordà llavors que, en una altra ocasió, Degàiev estava informat d'alguns dels seus hàbits i sabia que només Merkúlov, un traïdor conegut per Naródnaia Vólia, era capaç de reconèixer-la i denunciar-la.

## L'arrest

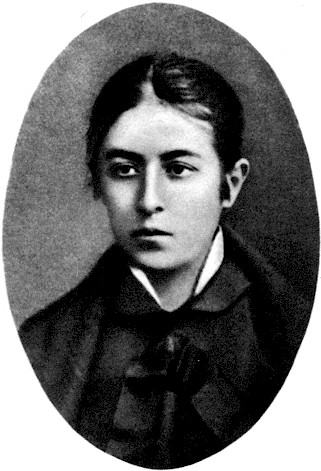
Vera Fígner, febrer del 1883

El matí del 10 de febrer de 1883 Vera Fígner va sortir de casa. Després d'uns pocs passos, es va trobar que creuava la mirada de Merkúlov. Va seguir caminant, pensant en la seva pròpia situació: tenia a la bossa el rebut d'un pagament fet a un company de Rostov, Aleksandr Kaixíntxev, que havia de destruir de totes totes. Al carrer de Caterina, de sobte, es va trobar envoltada de gendarmes, que la van carregar en un trineu i la van portar a la comissaria de policia.
Aquí va ser interrogada per una dona, però tingué la rapidesa d'agafar el rebut incriminatori i empassar-se'l. En arribar a l'oficina del comissari, es va negar a revelar la seva identitat, "llavors Merkúlov va entrar a l'habitació i amb la seva habitual parla ràpida va dir amb aplom -Què, no t'ho esperaves, oi? -i jo li vaig etzibar -miserable! -amb un gest amenaçador. El covard Merkúlov va retrocedir fins a la porta".
Va ser traslladada a la presó. Se li va fer beure llet: havien trobat a la seva bossa traces de potassi groc -que Fígner utilitzava per fabricar tinta invisible- i van pensar que havia pres verí. L'endemà al matí dos policies la van escortar al tren a Sant Petersburg.
Aquí la van tancar en un centre de detenció preventiva i li van fer diverses fotos policials. La foto "oficial" va ser triada pels fiscals Muraviov i Dobržinskij, que van dir: "Hem de triar-ne una de bona, vos sabeu per a qui". Era per al tsar Alexandre III que, en mirar-la, va exclamar: «Gràcies a Déu que han detingut aquesta dona horrible!». La seva captura havia causat sensació. El ministre de Justícia Dmitri Nabókov manifestà una alegria infantil en rebre el telegrama amb la notícia de la seva detenció.
La van conduir a una "desfilada" de dignataris: el cap de la policia von Pleve, el viceministre Vladimir Orjevski i el ministre de l'Interior Dimitri Tolstoi. El primer va ser deliberadament groller, i després va fer broma: "Potser ara estarà disposada a ocupar en la societat el lloc que hauria pogut prendre abans". El general Orjevski va actuar, en canvi, com un cavaller diplomàtic i ple de tacte, tractant d'involucrar-la en una conversa sobre temes polítics, en què Fígner no va voler entrar, dient que ja expressaria els seus punts de vista en el judici. El comte Tolstoi, un vell de bon caràcter, va prendre el to de veu d'un avi que renya la seva neta: «i llavors arribes a aquest punt: vas i mates un tsar, i en el seu lloc se'n posarà un altre, i així successivament».

## A la fortalesa de Pere i Pau

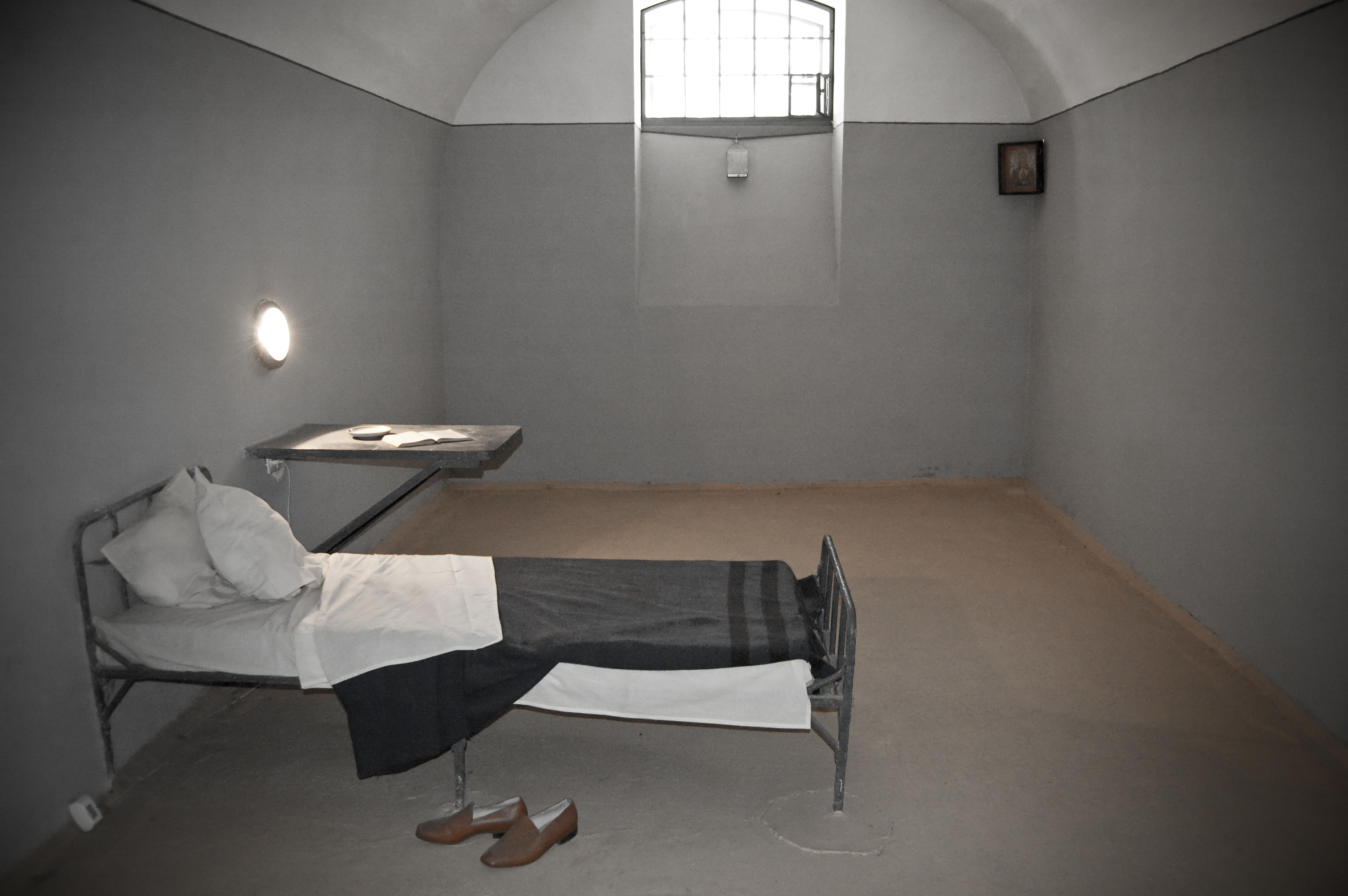
Cel·la de la fortalesa de Pere i Pau

La van portar a la fortalesa de Sant Pere i Sant Pau, on romangué vint mesos a l'espera de judici. La van cridar dos cops al departament de policia per declarar davant el fiscal Muraviov i Dobrjinski, als quals va dir que preferia lliurar una memòria només dels esdeveniments anteriors al 13 març 1881 -ja coneguts per la justícia- però que guardaria silenci sobre els anys posteriors, perquè no tenia la intenció d'involucrar altres persones.
Després de més d'un mes va rebre la visita del vell general Sereda, encarregat d'investigar la penetració de la propaganda política en l'exèrcit rus. La va agafar de la mà i, malgrat l'oposició de Fígner, la va besar i li va dir: "Sou una bona persona, la vostra mala sort és que tot i haver estat casada, no hàgiu tingut fills". Després d'aquesta curiosa introducció, va dir que el procés es limitaria a deu acusats.
Havia llegit la memòria de Fígner que, de forma autobiogràfica, traçava la història del moviment revolucionari, i li va confessar que no era reaccionari ni un partidari del règim i que només els deutes l'havien obligat a romandre al servei de l'estat: "si no fos per això, jo no seria aquí. M'encanta la llibertat, però no aprovo l'assassinat polític. Entenc la lluita a les barricades, no les punyalades per l'esquena".

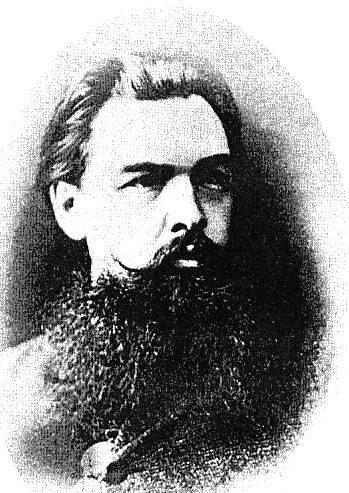
Gueorgui Sudeikin

Durant la seva detenció va rebre la visita de la seva mare i la seva germana Olga. Les converses eren possibles dues vegades al mes, durant vint minuts. En complet silenci i solitud passaren els mesos, fins que, a la primavera de 1884, fou convocada a l'oficina del fiscal Dobrjinski, el qual, en presència del general Sereda, li va mostrar l'informe signat per Degàiev, en què el confident de l'Okhrana havia revelat, ja al novembre de 1882 i, per tant, fins i tot abans de la seva falsa detenció, tots els detalls sobre l'organització que ella dirigia. A continuació venien les confessions de molts soldats que declaraven el seu penediment.
| « | Volia morir. Volia morir, però era necessari que visqués. Havia de viure, havia de ser al tribunal -aquest acte final de l'activitat revolucionària activa. Com a membre del Comitè executiu havia d'explicar la meva història -l'última execució del deure tal com ho havien fet tots aquells que m'havien precedit. I com a companya d'aquells que havien estat traïts per Degàiev, havia de dividir la seva sort fins al final. | » |

Ocupava la ment en l'estudi de l'anglès i després a llegir tots els llibres de la biblioteca de la fortalesa. Un petit accident li provocà una infecció en un dit i el metge la feu traslladar a una cel·la més lluminosa. Pujant-se a la taula de ferro clavada a la paret podia veure un petit plançó de saüc que creixia a les esquerdes de la paret oposada a la finestra. Fins i tot a la fortalesa de Schlüsselburg veurà florir a l'estiu flors de color porpra d'una campaneta, nascudes per casualitat en la pedra calcària d'una paret i recordarà la pintura de Iaroixenko, La vida és a tot arreu.
El 28 de setembre de 1884 fou enviada a judici amb altres tretze persones. El seu advocat li va comunicar i després va xiuxiuejar ràpidament que Sudeikin, el cap de la policia política de Sant Petersburg, havia estat mort per Degàiev, que llavors havia desaparegut.
| « | Per un moment, la foscor de la meva ànima va marxar, es va esquinçar. Frenèticament, en aguda ziga-zaga, va esclatar un fort corrent de sentiments ocults, sentiments complexos i contradictoris: el llampec centellejà, i després tot es tornà fosc. | » |

## El procés

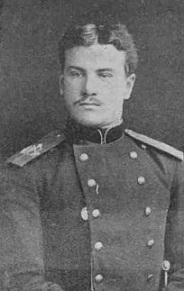
Nikolai Rogatxov

La nit del 4 d'octubre la portaren al centre de detenció preventiva. El procés s'inicià el 6 d'octubre. Hi havia 14 acusats:
| - Vera Fígner - Mikhaïl Aixenbrénner - Liudmila Volkenstein - Vassili Ivànov - Apol·lon Nemolovski - Nikolai Pokhitónov - Nikolai Rogatxov | - Afanasi Spandoni - Dmitri Suróvtsev - Aleksandr Tikhónovitx - Larissa Txemodànova - Vladímir Txuiko - Aleksandr Strómberg - Ivan Iuvàtxov |

El procés es va desenvolupar amb rapidesa i el resultat se'n donava per descomptat. El 9 d'octubre, quan el jutge li va permetre de fer la seva declaració final, Vera Fígner estava segura que aquesta realment podria ser la seva "última paraula". Els delictes dels quals el fiscal l'acusava estaven -respongué- "estretament i lògica relacionats amb tota la meva vida anterior." Justament el fet que ella hagués crescut en un entorn familiar privilegiat incloïa deures enfront de les "masses incultes, que vivien tots els dies immerses en el treball físic i privades dels anomenats beneficis de la civilització."
El periodisme rus democràtic del temps i el moviment de les dones, "que estava al seu apogeu en la dècada dels setanta," li donaren la resposta a les seves preguntes, i va decidir anar a l'estranger per convertir-se en metgessa, i donar així forma concreta a les seves aspiracions filantròpiques. Fins i tot la idea del socialisme, una doctrina "que promet la igualtat, la fraternitat i la felicitat universal", responia a les seves necessitats i amplià els seus horitzons: "en lloc del meu poble i els seus habitants aparegué davant meu la representació de tots els pobles, de la humanitat".
De tornada a Rússia, en l'esperit d'anar al poble es va dur a terme al camp una activitat de caràcter social i cultural, que a Europa seria considerada legal i útil, però que a Rússia estava definida com a il·legal i subversiva. Al zemstvo els nobles, el policia i el capellà van començar a difondre tota mena de calúmnies i sospites per tal de fer-li impossible viure entre els camperols. Comprengué així que el principal problema de Rússia era l'absència de llibertat política.

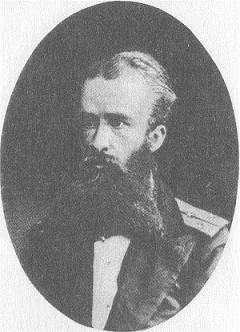
Aleksandr Stromberg

D'aquí el seu ingrés a Zemlià i Vólia i després a Naródnaia Vólia: l'experiència la convencé que l'única manera de canviar l'ordre existent era recórrer a la violència, ja que estaven prohibits els mètodes pacífics. Un cop assumida aquesta posició, la coherència entre les paraules i els fets li imposava participar directament en les accions terroristes preparades pel partit, que també hagués preferit utilitzar per a altres fins, com ara la propaganda entre els cercles intel·lectuals. L'objectiu era aconseguir l'abolició de la forma absolutista de govern per una forma de societat de lliure elecció pels ciutadans, en què tothom pogués desenvolupar-se plenament a si mateix pel bé de tots, "i em sembla que en aquest ordre present no existeixen tals condicions", conclogué.
La sentència fou emesa el 10 d'octubre:
1. Vera Fígner - mort a la forca, commutada posteriorment per cadena perpètua
2. Mikhaïl Aixenbrénner - mort a la forca, commutada posteriorment per treballs forçats a perpetuïtat
3. Liudmila Volkenstein- mort a la forca, commutada posteriorment per 15 anys de treballs forçats
4. Vassili Ivànov - treballs forçats a perpetuïtat
5. Apol·lon Nemolovski - treballs forçats a perpetuïtat, després commutada a 20 anys de treballs forçats
6. Nikolai Pokhitónov - mort a la forca, posteriorment commutada per treballs forçats a perpetuïtat
7. Nikolai Rogatxov - mort a la forca, executat el 10 octubre de 1884
8. Afanasi Spandoni - 15 anys de treballs forçats
9. Dmitri Suróvtsev - 15 anys de treballs forçats
10. Aleksandr Tikhónovitx - mort a la forca, commutada posteriorment per treballs forçats a perpetuïtat
11. Larissa Txemodànova - 4 anys de presó, commutada per exili a Sibèria
12. Vladímir Txuiko- 20 anys de treballs forçats
13. Aleksandr Strómberg - mort a la forca, executat el 10 octubre de 884
14. Ivan Iuvàtxov - mort a la forca, commutada posteriorment per 15 anys de treballs forçats

L'endemà, el director del centre de detenció li va dir que Stromberg estava indecís a l'hora de sol·licitar la gràcia, com era la intenció dels altres oficials condemnats a mort, i li va demanar la seva opinió. Vera Fígner li va dir que no podia aconsellar a d'altres fer coses que en cap cas ella faria. El 12 d'octubre, va rebre la que anava a ser l'última visita de la seva mare i la seva germana Olga, i va ser traslladada de nou a la fortalesa de Pere i Pau.
En la nit del 20 d'octubre es va presentar a la cel·la el comandant de la fortalesa: "Sa Majestat l'emperador ha ordenat que molt gentilment la seva sentència de mort sigui commutada per la de cadena perpètua."

## A la fortalesa de Schlüsselburg

### «Quan el rellotge de la vida es va aturar»

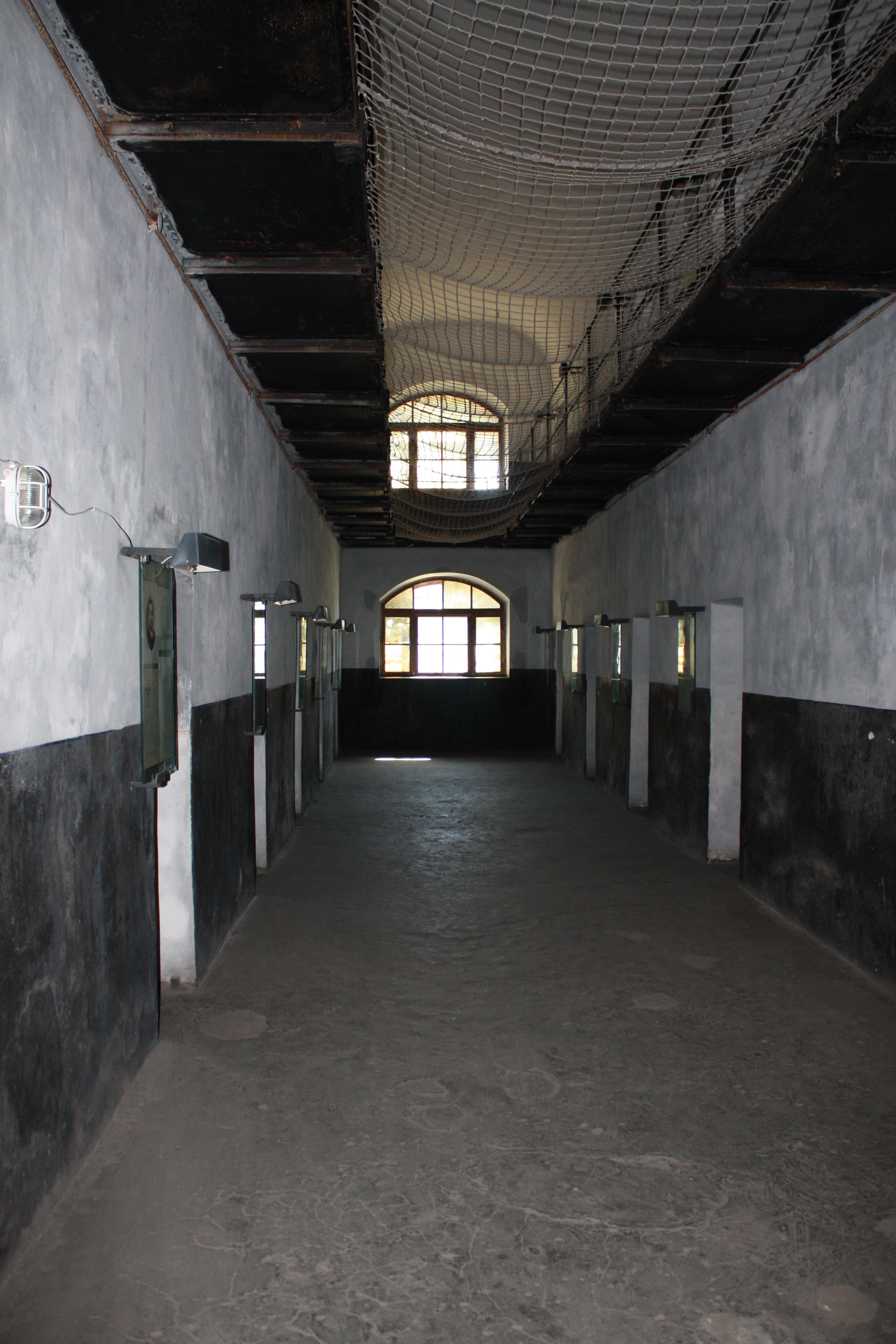
Les cel·les de la fortalesa

El 24 d'octubre del 1884 Vera Fígner fou traslladada a la fortalesa de Schlüsselburg. Aquí, en una habitació, una dona la va despullar i la va observar un metge militar, va assenyalar alguna cosa en un registre i se'n va anar. En la comuna sensibilitat de l'època, l'episodi constituïa una mena de violència moral, però ella, escriu, no es va immutar: la seva ànima "havia volat, o més aviat s'havia reduït a un petit bony. Havia romàs el cos, que no coneixia vergonya ni dolor moral".
Les quaranta cel·les, especialment construïdes per als presos polítics i inaugurades justament aquell any, es distribuïen en dues plantes separades per una xarxa metàl·lica. A la part superior hi havia una balconada, al mig de la qual hi havia un estret pont de connexió -el "pont dels sospirs", el batejà Vera Fígner- que portava a la cel·la 26. Aquí la van tancar:
| « | Una nova vida va començar. Una vida entre el silenci mortal, el silenci que sempre escolta i sent; el silenci que a poc se t'imposa, t'envolta, penetra en tots els porus del teu cos, en la teva ment, en la teva ànima. Com n'és de terrible el silenci, com n'és, de terrible, la seva absència de so i les seves interrupcions involuntàries! A poc a poc, s'insinua entre ell i vosaltres un sentit secret d'intimitat; tot esdevé extraordinari, misteriós com una nit de lluna en solitud a l'ombra d'un bosc silenciós. Tot és misteriós, incomprensible. En aquest silenci el que es real esdevé vague i irreal, i el que és imaginari sembla real. Tot es barreja i es confon. | » |

Sense tenir la possibilitat de rebre visites i mantenir correspondència, els familiars dels detinguts no estaven obligats a saber res dels seus éssers estimats: "Vostè sabrà de la seva filla quan estigui en un taüt" -va dir a sa mare el viceministre Orxevski, quan ella li va preguntar. Mantinguts en complet aïllament en la seva cel·la, cada presoner no coneixia el complex de l'edifici que l'albergava i no sabia que hi hagués altres presoners que estiguessin vivint sota el mateix sostre, a la cel·la del costat o la de davant. Els mateixos guàrdies, que no havien de dirigir la paraula als presoners, no coneixien el nom dels detinguts, que eren identificats segons un número, i Vera Fígner fou sempre «el número 11».
A Schlüsselburg van morir al cap de poc Malavski, Butsevitx, Nemolovski, Tíkhonovitx, Kobilianski, Arontxik, Guel·lis, Issàiev, Ignati Ivànov, Butsinski, Dolguixin, Zlatopolski, Bogdanóvitx, Varinski; per haver protestat foren afusellats Minakov i Mixkin, Klimenko es va penjar, Gratxevski es va calar foc, Iuvatxov, Sxedrín, Konaixévitx, Xebalin embogiren; uns anys més tard hi moriren Iurkovski i Pokhitónov. Fins i tot aquells que va sortir van quedar marcats per sempre, i així Ianóvitx, Martinov i Polivanov es van suïcidar. Després de l'execució de Minakov, ocorreguda el 3 d'octubre de 1884, el general Orxevski visità la fortalesa, parlà amb alguns detinguts i permeté a alguns d'ells, els més malalts, de poder passejar, en parelles, fora de les cel·les. Els primers a beneficiar-se d'aquesta disposició foren Morozov i Butsévitx, Trigoni i Gratxevski, Frolenko i Issàiev. La concessió romangué limitada a sis persones en total.

### Liudmila Volkenstein

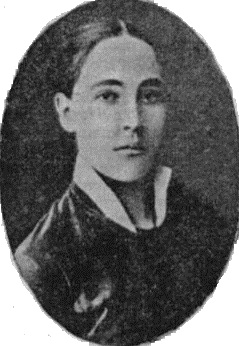
Liudmila Volkenstein

El 26 de gener de 1886 per primera vegada Vera Fígner va obtenir el permís per sortir de la seva cel·la i es va trobar davant de Liudmila Volkenstein. S'havien conegut només en el judici i no havien tingut intimitat. En aquestes condicions, estrènyer una mà i escoltar una veu amiga procurava la màxima de les alegries, i Liudmila Volkenstein era "la personificació de la tendresa, la bondat i la humanitat". Després de la passejada amb ella Vera tornà reassegurada i transformada: "la meva cel·la ja no semblava tan fosca ni la vida tan insuportable. Immediatament vaig començar a somiar amb la nostra pròxima trobada".
A la primavera es va assignar a Vera i a Liudmila la cura de dos petits horts -menys de dos metres quadrats cadascú- situats, juntament amb altres quatre més, entre el mur de la fortalesa i l'edifici de la presó. Mai no hi tocava el sol, però a les dues detingudes els semblava un paradís. Hi van sembrar raves, pastanagues, naps, pèsols, cols i roselles. Veure apuntar brots de les llavors germinades i, a continuació, a l'estiu, les flors plantades al llarg del jardí pels gendarmes, els causava un plaer infantil: "cada bri d'herba era el nostre camí".
Volkenstein tenia la màxima cura fins i tot amb els petits animals i insectes. Els pardals s'aplegaven al seu voltant per menjar pa ratllat, evitava treure les erugues, una xinxa que va trobar a la cel·la la va embolicar en paper i la deixà lliure durant les hores d'aire. Aquesta terrorista deia que la vida havia de ser respectada en totes les seves manifestacions, i estava convençuda que la bondat i l'amor poden vèncer el mal. Sempre indulgent en totes les seves relacions personals, sabia com trobar el millor costat de la gent. El seu lema favorit era: "Tots necessitem misericòrdia".
Fou Volkenstein la que un dia va decidir d'aprofitar les hores d'aire si aquesta possibilitat no s'havia concedit també a tots els altres presos. Era una forma de protesta contra la condició d'opressió de la presó i també una manera de satisfer les necessitats dels companys, molts dels quals es trobaven en una situació de greus problemes físics i psicològics. Van discutir l'assumpte juntes i Vera Fígner es va convèncer de la justesa dels arguments de l'amiga. També es van unir a la protesta Bogdanóvitx, Popov i Xebalin i durant un any i mig no van sortir més de les seves cel·les.

### Protesta

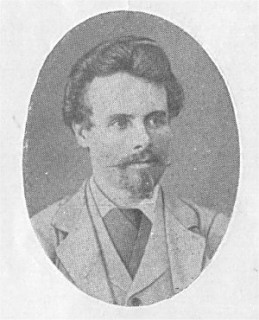
Mikhaïl Gratxevski

Una tarda de maig de 1887, a la presó de la fortalesa, Mikaïl Popov va tractar de parlar amb Vera colpejant amb els artells de la mà la paret de la seva cel·la, segons el codi de comunicacions típic utilitzat pels interns. Va ser descobert gairebé immediatament pels guàrdies i fou arrossegat a la cel·la de càstig. Vera Fígner va protestar al superintendent, dient que era injust castigar només Popov quan havien estat dos a parlar. Així doncs ella també fou castigada. Com a cel·les de càstig s'utilitzaven les velles cel·les situades a l'edifici de la ciutadella, fora de les noves cel·les de la fortalesa. Aquí fou escortada pels gendarmes:
| « | Es van obrir de bat les portes de fusta de la ciutadella i la por va donar pas a l'admiració. Durant cinc anys no havia vist un cel nocturn, no havia vist les estrelles. Els alts murs de la vella ciutadella brillaven amb una llum blanca i els raigs d'argent de la nit de maig fluïen a l'àmplia plaça quadrada reclosa pels murs. | » |

Era una petita cel·la, freda i humida, amb olor de floridura. La paret era aspra, el terra d'asfalt: una taula, una cadira i un banc de ferro sense matalàs era tot el mobiliari. Vestida amb una camisa, una faldilla i un mantell de lli, per dormir Vera s'estirà a terra i les sabates li feren de coixí. Al matí li va portar un pa negre cobert de floridura i aigua. Mentrestant, en una altra cel·la, Popov no deixava de cridar i protestar. Va ser colpejat i silenciat.
Després de cinc dies li van portar un matalàs. A la posta de sol, en una cel·la, un pres es va posar a cantar: una veu de baríton d'estrany timbre, cantava una cançó senzilla i tradicional. Sabrà després que es tractava de Gratxevski, que pocs mesos després se suïcidà calant-se foc ell mateix. Després de set dies, Vera Fígner fou portada de nou a la seva vella cel·la. Mirant-se al mirall veié «un rostre que en set dies havia envellit deu anys, amb centenars de petites arrugues que el solcaven en totes direccions. Aquestes arrugues marxaren aviat, però no pas les impressions d'aquests dies passats».

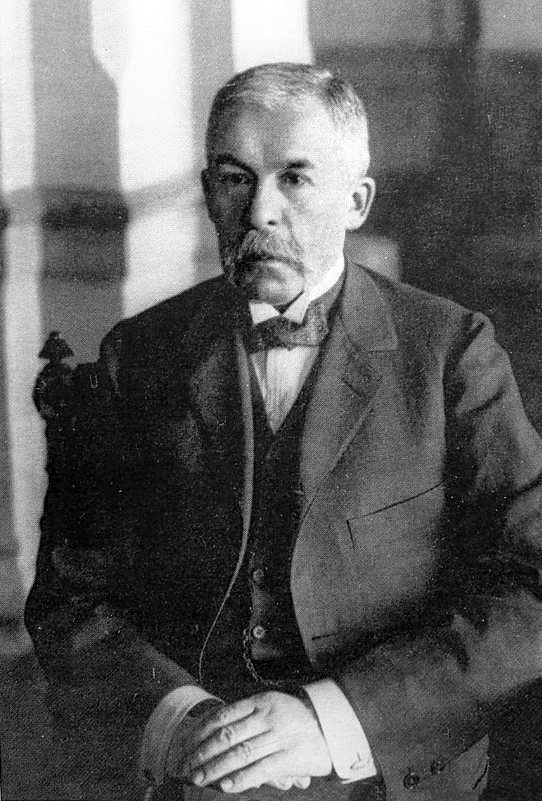
Piotr Durnovó

El 1889 el cap de la policia Piotr Durnovó inspeccionà la fortalesa. A la cel·la de Serguei Ivànov trobà la Història de la Revolució francesa de Mignet. Sorprès pel fet que la biblioteca de la presó posseís i posés a disposició dels detinguts llibres de temàtica històrica, política i social, en prohibí la circulació. Entre els llibres prohibits hi havia la Història de la revolució dels Països Baixos de Motley, la Història del segle XIX de Gervinus, i Principis de sociologia de Spencer, la Vida de Lincoln i la Història de la Guerra civil americana, el Body and Mind de Henry Maudsley, i una trentena d'altres llibres.
Els detinguts, excepte Lopatin, Antónov, Aixenbrénner, Mantxurov i Vassili Ivànov, decidiren protestar. La major part es va negar a sortir de la cel·la, una minoria, formada per Vera Fígner, Iurkovski, Popov, Starodvorski i Martinov van començar una vaga de fam fins al final, i així els altres se sentiren obligats a fer el mateix. Al cap d'uns dies, un altre cop, molts van començar a sentir-se malament i quan Bucinski va vomitar sang, van tornar a menjar. En el novè dia, quan Popov i Starodvorski li van dir que se suïcidarien si ella estigués morta, Vera Fígner va haver de suspendre la vaga.
Vera estava realment decidida a deixar-se morir. Havia reeixit a suportar la fam amb calma, passant el temps al llit llegint i divertint-se amb les comèdies de Molière. El xantatge moral imposat pels companys la va enfurismar, "a partir d'aquest moment es va trencar tot contacte espiritual amb tota la presó i vaig fer una promesa solemne, que vaig comunicar als meus companys de grup, que a partir d'ara em negava a ser part del seu grup i que no participaria en qualsevol protesta organitzada. Arribat el cas, protestaria, però per mi sola, per la meva pròpia iniciativa".

### El comandant Gangardt

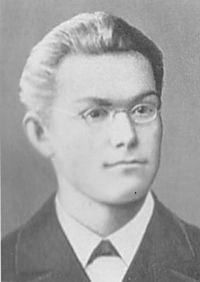
Mikhaïl Novorusski

Passaren els anys i el 1893, amb el nou comandant de la fortalesa, el coronel Gangardt, les condicions dels detinguts van millorar. Vera li va preguntar si podien obtenir nous llibres: i ell en va adquirir de les llibreries de Sant Petersburg. Més tard, el 1896, Vera Fígner, Łukaszewicz (Lukaixévitx), Morózov i Novorusski van exigir que el Museu de Ciències naturals els prestés, per motius d'estudi, alguns exemplars de les col·leccions de geologia, paleontologia i mineralogia. Gangardt ho aprovà i el Dr. Bezrodnov, el metge de la presó, va servir com a intermediari amb el Museu de Petersburg, que va proporcionar més productes i llibres científics. A continuació, el museu utilitzà els presos com a mà d'obra, consignant materials d'entomologia, botànica i mineralogia, i preparant l'elaboració de col·leccions i herbaris per a les escoles primàries i intermèdies. Els mateixos detinguts utilitzaren exemplars de botànica i geologia de l'illa, que va proporcionar mostres de granit, gneis, diabasa i diorita.
Hi havia feina no sols per als experts en ciència, sinó també per als fusters i torners que preparaven caixes de fusta, vidre, coles, i inventaren dispositius per a la conservació i disposició dels objectes exposats. Aquest feina els ocupà durant quatre anys i fou molt acurada, i les col·leccions botàniques van ser enviades al Museu de l'Exposició Universal de París (1900), amagant, però, el fet que havien estat creades a la "Bastilla russa":
| « | Van ser anys per recordar. Els dies s'havien compromès a resoldre problemes concrets. El treball per al museu que s'enriquia amb el nostre treball, teixint un fil entre la mort i la vida. Va suavitzar la consciència de la nostra manca de valor, de la nostra existència sense fi. | » |

Els jardins de la fortalesa en els quals els interns prenien l'aire per parelles s'havien dividit en sis parts encerclades, de manera que no es podien veure ni comunicar-se amb els altres presoners. El comandant Gangardt va instal·lar en aquests espais el taller d'ebenisteria i va fer abaixar les tanques, amb el pretext que els jardins no tenien prou llum, de manera que cada parella podia treballar, veure i parlar lliurement amb els detinguts de les cel·les adjacents.

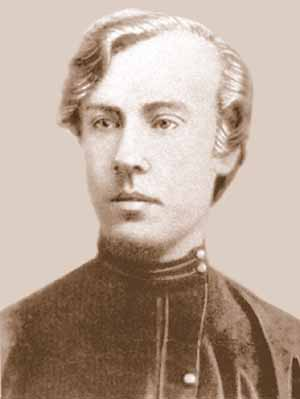
Stepan Balmàixov

En aquest moment, després de tretze anys d'empresonament a la fortalesa, als detinguts se'ls va donar l'oportunitat d'enviar i rebre cartes de familiars, amb el límit de dues cartes per any. La correspondència entrant i sortint era censurada i no podia ser conservada pels interns. Vera Fígner va rebre la primera carta de la seva germana Olga, que descriu l'Exposició de la indústria de Rússia celebrada el 1896 a Nijni Nóvgorod i la conferència en què el ministre Witte exposà la política financera del govern. Olga Fígner també descrivia el desenvolupament del moviment socialdemòcrata i el debat de confrontació entre populistes i marxistes.
Gangardt va ser substituït a finals de segle pel comandant Obukhov. Al març de 1902 hi va haver un incident que podia costar-li molt car a Vera Fígner. Una de les cartes a la seva mare no va ser transmesa per l'administració de la presó. Va protestar al superintendent fins que, en un moment d'ira, va agafar i va estripar les muscleres de l'oficial. Uns dies més tard Popov tractà d'enviar una carta confiant-la a un guàrdia, sense passar els controls reglamentaris.
Es van suprimir els laboratoris, però per a Vera Fígner no hi hagué altres conseqüències, a part de la prohibició de mantenir correspondència amb la família. Després d'una inspecció ministerial Obukhov va ser substituït pel nou comandant Iàkovlev, que va prohibir la circulació de certes revistes permeses per Gangardt. Al maig, va causar molta ànsia als detinguts el fet de veure enllestir una forca al pati de la fortalesa. El 16 de maig hi fou penjat l'estudiant eserista Stepan Balmàixov, acusat d'haver assassinat el mes anterior el ministre Sipiaguin.

## L'exili

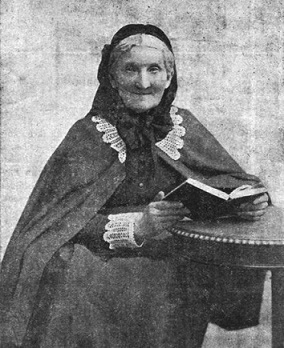
Maria Dondukova-Kórsakova

Inesperadament, el 26 de gener de 1903 es va aturar davant la seva cel·la el comandant Iàkovlev. Amb la mà aixecada i la veu emfàtica li anuncià: "Sa Majestat l'emperador, escoltant les súpliques de la seva mare, gentilment ha ordenat que la seva cadena perpètua sigui commutada a vint anys. La seva condemna s'acabarà el 10 d'octubre del 1904". De primeres, Vera Fígner es va quedar atordida, i a continuació indignada, ja que vint anys abans havia fet prometre a sa mare que no sol·licitaria mai l'indult. Tres dies més tard va arribar una carta de la mare, que li anunciava que patia de càncer, i que volia tornar-la a veure ni que fos un cop abans de morir.
Havent entès ara les raons, Vera li va escriure demanant-li perdó per tot el dolor que havia patit a causa d'ella, i va obtenir per resposta que "el cor d'una mare no recorda el dolor passat". Iekaterina Fígner no va reeixir a veure de nou la seva filla: va morir a Sant Petersburg el 28 de novembre de 1903, i els familiars li donaren sepultura al cementiri del poble natal de Nikifórovo.
Al juny de 1904 va rebre diverses vegades la visita de Maria Dondukova-Kórsakova (1827 - 1909), una anciana princesa molt religiosa, que des de feia molts anys dedicava amb sincera caritat la seva vida a l'assistència dels detinguts. Volia compartir fins i tot la seva cel·la, però no li van donar permís. Després vingué també el metropolità Anton. A partir del 6 d'octubre Vera Fígner va tornar a llegir i després va cremar els seus llibres de memòries -1.887 fulls- després d'haver sabut que no se'ls podria endur. El 9 d'octubre Vera Fígner saludà els seus companys i l'11 octubre, després de vint-i-dos anys, va poder abandonar la fortalesa. Amb prou feines havia sortit del pati quan es va trobar en un ambient mai vist abans, la intensa agitació li va causar una pèrdua d'equilibri: la terra i el mur en el qual recolzava les mans semblaven lliscar cap endavant.

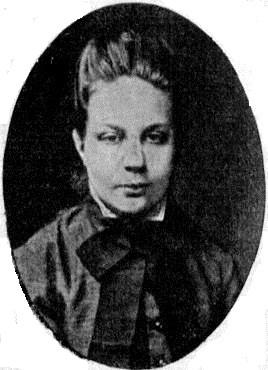
Aleksandra Kornílova

La mesura d'excarcelació no preveia, en realitat, el seu complet alliberament, sinó el seu trasllat a una residència forçada amb relativa vigilància. Així doncs fou traslladada a la fortalesa de Pere i Pau, on va rebre la visita del seu germà Piotr i la seva germana Olga. Finalment, acompanyada per Olga i dos gendarmes, el 30 d'octubre va arribar a Arkhànguelsk. Vera Figner estigué encara reclosa a la presó durant un mes, a continuació, les autoritats van decidir el seu trasllat a la província i l'1 de desembre van arribar a la localitat de Nionoksa. L'endemà, Vera i Olga va aconseguir llogar, en una modesta casa de dos pisos, l'apartament de la planta superior. A la planta baixa s'hi van instal·lar dos gendarmes. Després, al gener, un altre trasllat a una nova llar.
Les seves germanes -Olga, Lídia i Ievugénia- feien torns per no deixar-la sola en el seu exili a Nionoska. Amb el nou any va venir a establir-se a casa seva Aleksandra Kornílova (1853-1939), que Vera havia conegut des de la fundació de Zemlià i Vólia, i de nou va venir la princesa Dondukova, sempre activa malgrat la seva edat, sovint indignada contra l'autoritat i capaç d'obtenir, per l'autoritat del seu nom, algunes concessions a favor dels exiliats.
La família de Vera Fígner havia sol·licitat ja al març de donar-li la benvinguda al poble natal i al juny en va obtenir el permís. Acompanyada per la seva germana Lídia, per Aleksandra Kornílova, pels fills d'aquesta vinguts de Moscou, i per descomptat per una escorta de gendarmes, va ser aclamada a l'embarcament de Rikasikha per una multitud d'exiliats i al so de la Marsellesa. El vaixell, al llarg del Dvinà del Nord, la va dur fins a Vólogda. Després de traslladar-se a Iaroslavl -on encara va trobar Maria Dondukova, vinguda especialment des de Sant Petersburg per saludar-la per última vegada- el grup es va embarcar al Volga. Respirar l'aire de l'àmplia "mare Volga" i el vast paisatge de la terra i el cel per tot arreu "jo tremolava de cap a peus. Em tremolava l'ànima, el cos tremolava", i per primera vegada en molts anys se sentí realment lliure.
Un cop desembarcada a Tetiúixi i havent saludats els amics, amb Lídia, el seu cosí Kupriànov i l'escorta dels gendarmes van arribar finalment a Nikifórovo i d'allà a Khristoforovka. Van sorgir noves qüestions per la pretensió dels gendarmes d'estendre el control fins a l'interior de la casa. A instàncies del seu germà Nikolai i seguint les ordres arribades directament de Sant Petersburg, els gendarmes van abandonar la casa. Les condicions de vida als pobles de la comarca no havien canviat amb els anys: a tot arreu la mateixa misèria i la mateixa ignorància.
Vera Fígner patia de depressió. No podia treballar ni participar activament en política: "Mai en la meva vida m'havia sentit tan sola" -va escriure el 29 de setembre de 1905 a Mikhaïl Aixenbrénner- "i ara he perdut tot propòsit en la vida […] estic tan malament per viure sense un propòsit […] em sento a tots els efectes menys vàlida i mentalment menys sana que quan era a Schlüsselburg".
En un esforç per frenar les forces revolucionàries just després de la massacre de gener, a finals d'octubre es va emetre un manifest amb el qual el tsar prometia llibertats polítiques. A Fígner li va ser revocada la vigilància i al gener de 1906 se'n va anar a casa de la seva germana Ievguénia a Nijni Nóvgorod. Es va fer visitar per un neuròleg de Kazan, que va aprovar la seva decisió d'instal·lar-se a la ciutat. De la vitalitat de la vida de la ciutat en la seva condició, se n'hauria de beneficiar, però només sota la condició de no involucrar-s'hi massa, i d'aquí a cinc anys -va assegurar el professor- ja estaria bona.
Ievguénia i el seu marit Mikhaïl Sajin eren membres de la Societat d'Instrucció Pública, en la seu de la qual, la Casa del Poble de Nijni Nóvgorod, hi havia les oficines assignades als mestres de la província, una llibreria i una biblioteca. Aquí, en aquells anys, es duien a terme quotidianament reunions i assemblees amb assistència de representants de les diferents forces polítiques, des dels socialistes als cadets i centnegristes, l'organització terrorista d'extrema dreta encoratjada pel règim. Quan Vera Fígner va arribar a Nijni Novgorod, la Casa del Poble havia estat tancada recentment per l'autoritat i els cosacs, enviats per mantenir l'ordre, l'havien devastada completament.

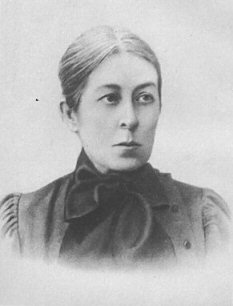
Vera Fígner el 1906

Vera i Eugènia Fígner es van ocupar de l'assistència als presos polítics a la presó de Nijni Nóvgorod i successivament dels presos a les presons de Sibèria. Vera també es va posar en contacte amb el comitè provincial dels socialistes revolucionaris (anomenats "eseristes" per les seves sigles SR) i amb alguns professors que s'ocupaven de l'educació dels pagesos i de la propaganda en els pobles del districte. No es va comprometre activament, seguint així les prescripcions del seu metge, i va ser visitada pels seus companys recentment alliberats: Morozov, Lopatin, Novorusski, Serguei Ivànov i Anna Korba.
Tots ells eren seguits de prop per l'Okhrana, com Mark Natanson, que també va venir a veure en aquells dies les dues germanes. Quan va marxar, la policia va irrompre a la casa i la va escorcollar. Ievguénia Fígner va ser detinguda i posada en llibertat després d'una detenció de quatre dies. Aquest fet també va repercutir en Vera Fígner que, a l'abril de 1906, fou envidada per l'autoritat a Nikifórovo, a la finca del seu germà Nikolai, i la vigilància va ser restaurada.
L'any anterior, a la província de Kazan hi havia hagut una mala collita, i als pobles se sentien els efectes de la fam. La revista Rússkoie bogatstvo va donar 800 rubles a Vera Fígner per ajudar els famolencs. Com ella mateixa escriu, "només el buit i la futilitat de la vida" que llavors duia a terme la instaren a acceptar el paper de filantropa. Trenta anys abans havia ajudat els camperols de l'óblast de Saràtov posant-se en peu d'igualtat amb el seu treball i sense fer caritat. Ara, "assentada a la finca del germà, a la casa de camp envoltada de jardins, amb àmplies pallisses i plens de gra en la pobresa general dels pobles estava en condicions de concedir a alguns allò que em veia obligada a negar a molts altres".
Abassegada de peticions, acabà molesta amb gairebé tothom i una nit algú va calar foc a l'antiga granja dels seus avis, on havia passat part de la seva infància, que va ser completament destruïda. Vera Fígner va deixar que la seva germana Olga acabés de gestionar la distribució de diners i, amb el permís del departament de policia, va tornar a Nijni Nóvgorod, a casa d'Ievguénia. En no produir-se millora de la seva salut, el seu germà Nikolai va sol·licitar per a ella concessió del passaport, que se li va donar al novembre de 1906. Després d'una breu estada a Moscou, juntament amb Aleksandra Kornílova va marxar de Rússia.

## A l'estranger

### A Itàlia

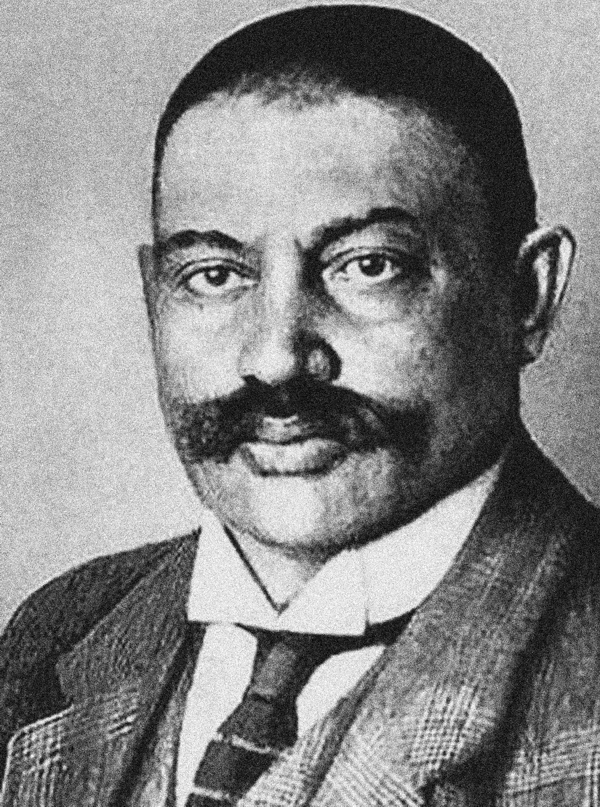
Evno Azef

La primera parada va ser Venècia, on van arribar al desembre amb un professor de Sant Petersburg, l'historiador de literatura Ilià Xliapkin. Van visitar la ciutat i Vera Fígner va poder veure el veritable "pont dels Sospirs" i les diminutes cel·les de les presons ducals, "autèntiques caixes de pedra gris fosca, i cap finestra." Es va mudar a Sorrento, que els havia estat especialment recomanada per Nikolai Fígner. Va trobar, per contra, un clima inusualment fred en una ciutat tranquil·la sense turistes, que Vera va rebatejar com a "Sibirrento".
Deu dies més tard van anar a Capri. A Vera Fígner certs detalls de l'illa li recordaren desagradablement Schlüsselburg, però la vista des de la terrassa de la casa de Gorki, on van ser rebuts, era excepcional. Aquí també es van trobar amb l'escriptor Andreev i els seus fills, que llavors vivien amb Gorki. De Capri van anar a Nàpols i d'allí a Roma, les antiguitats de la qual la van impressionar molt, "estranyament el Coliseu, l'arc de Titus, la font estaven morts, però, encara estaven drets davant dels meus ulls".
Des de Roma Vera Fígner i Aleksandra Kornílova van marxar el gener del 1907 a Ligúria i s'establiren en un hotel d'Alassio. Aquí l'hivern era particularment fred i un matí veié «amb plaer una autèntica tempesta de neu russa». A Alassio Vera conegué Evno Azef, el cap de l'organització militar dels socialistes revolucioanris, que s'allotjava amb la muller en el seu mateix hotel. L'amiga li anuncià la trobada amb aquell home "d'espantós rostre, però amb el somriure d'un nen". Ambdues encara no sabien que aquell «home alt i robust amb un coll curt i ample, de llavis carnosos i una cara típica de jueu», era un infiltrat de l'Okhrana.
Azef li va demanar que prengués part activa en el partit, però Fígner s'hi va negar, justificant-se en les seves condicions de salut. Azef li va confiar que tenia la intenció de bombardejar el palau imperial de Sant Petersburg amb un atac aeri. Amb aquesta finalitat, un enginyer rus emigrat a Alemanya, Serguei Bukhalo, estava enllestint, amb la seva col·laboració -Azef havia estudiat enginyeria elèctrica a Karlsruhe- l'aeronau, finançada pel partit, en un taller a Moosach, prop de Múnic.
Al cap d'un parell de setmanes reberen la visita de Vera Savínkova, filla de l'escriptor Gleb Uspenski i muller de Borís Sàvinkov, un important militant socialrevolucionari. Invità Vera i Aleksandra Kornílova a la seva casa a tocar del mar a Bèuluec, prop de Niça. Quan, després de passar un mes a Alassio, els va arribar la invitació formal de Sàvinkov, les dues dones van marxar cap a la costa Blava.

### A França

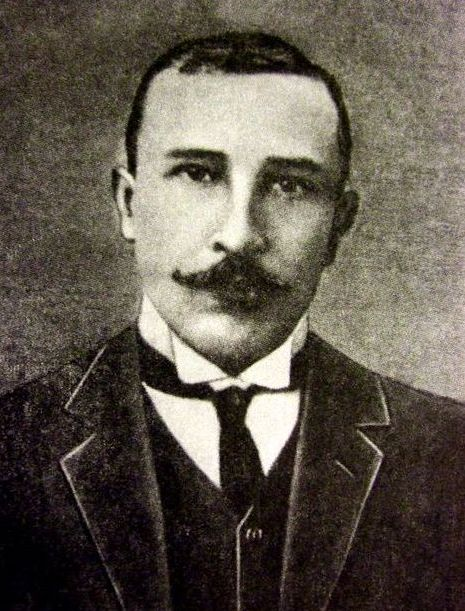
Borís Sàvinkov

Sàvinkov era molt diferent dels revolucionaris populistes coneguts per Figner. Formava part amb Azef de l'Organització de Combat socialrevolucionària, però també era un típic intel·lectual decadent, fill del seu temps, ric i amant de la bona vida, de manera que Lenin el definí com "un burgès amb una bomba a la butxaca." Sàvinkov li feu cinc cèntims de la formació dels socialistes revolucionaris i li descrigué els seus principals membres, exaltant la idea d'un partit impulsat a l'estranger per un parell de figures de grans personalitat, inspirats en una mena de sacrifici místic.

Aquestes idees, com aquella segons la qual "no existeix moral, sinó només la bellesa», realitzada pel lliure desenvolupament de la persona, "espurna de Déu", trencant tots els lligams que impedeixin a l'individu ser ell mateix", expressaven el salt generacional entre les figures dels nous i vells revolucionaris, i foren rebutjades per Vera Fígner, que d'altra banda trobava fascinant Sàvinkov, persona culta i brillant conversador.
Des de París vingué a Beaulieu Grigori Gerxuni, un dels líders més importants del partit socialrevolucionari. Vera Fígner li confià com n'era de dolorós romandre lluny del moviment revolucionari, "Així doncs, desitja convertir-se en un membre del partit?" va preguntar Gerxuni, i ella va dir que sí. Fins i tot sense assumir obligacions especials, havia decidit, després de sis mesos d'estada a l'estranger, de tornar a Rússia, juntament amb Aleksandra Kornílova. Aquesta última li va insistir perquè continués amb el tractament mèdic en una clínica suïssa. Vera Fígner volia primer prendre's dues setmanes de vacances per visitar París, després s'uniria a la seva amiga a la clínica de Marbach, sobre el llac de Constança. Després d'un mes de tractament li semblà que estava bé, i juntes van partir cap a Finlàndia.

### A Finlàndia

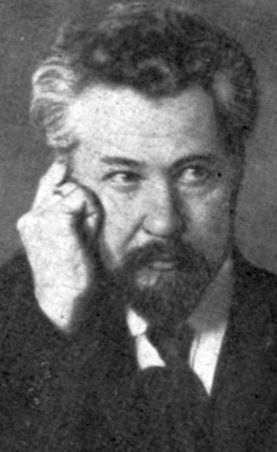
Víktor Txernov

Durant el viatge es van aturar per visitar Copenhaguen i Estocolm, i des d'aquí a l'estiu de 1907 arribà a Hèlsinki. Aleksandra Kornílova va anar a Moscou, mentre que Vera Fígner es va establir a Terijoki, amb la seva germana Olga, que passava els seus estius aquí, i en la tardor, quan la seva germana va tornar a Petersburg, Vera es va traslladar a Víborg, convidada per Víktor Txernov i la seva dona Olga Kolbàssina.
Un cop acabada la guerra contra el Japó i havent obtingut una ajuda financera substancial de França, Nicolau II i el seu govern havien iniciat la reacció. Es va dissoldre la segona Duma, es va arrestar i processar els diputats socialdemòcrates, es va canviar radicalment la llei electoral, les manifestacions i les vagues foren prohibides, les revoltes camperoles foren sagnantment reprimides, i segrestada la premsa de l'oposició.
L'autonomia de Finlàndia envers l'Imperi rus, consolidada amb la Revolució de 1905, oferia garanties fortes als revolucionaris russos, que hi residien en gran nombre: en particular, a Víborg hi havia la seu del Comitè Central del Partit socialista revolucionari, compost per Mark Natanson, Víktor Txernov, Nikolai Avkséntiev, Nikolai Rakitnikov, Grigori Gerxuni i Evno Azef. Vera Fígner, que no va voler assumir cap càrrec al partit, va ser convidada a participar en algunes reunions del Comitè.
El novembre del 1907 es va atansar, per encàrrec, del partit, a Vorónej: retornava així a Rússia, i més concretament a la ciutat en què, gairebé trenta anys abans, havia estat una dels fundadors de Naródnaia Vólia. En el camí de retorn es va aturar a Moscou per visitarVera Lebedeva, cunyada de Tatiana Lebedeva, que havia estat membre del Comitè executiu del Naródnaia Vólia i havia mort en una presó de Sibèria. Després, a Petersburg, es va retrobar amb Morózov i el seu antic professor de la joventut Piotr Lésgaft.

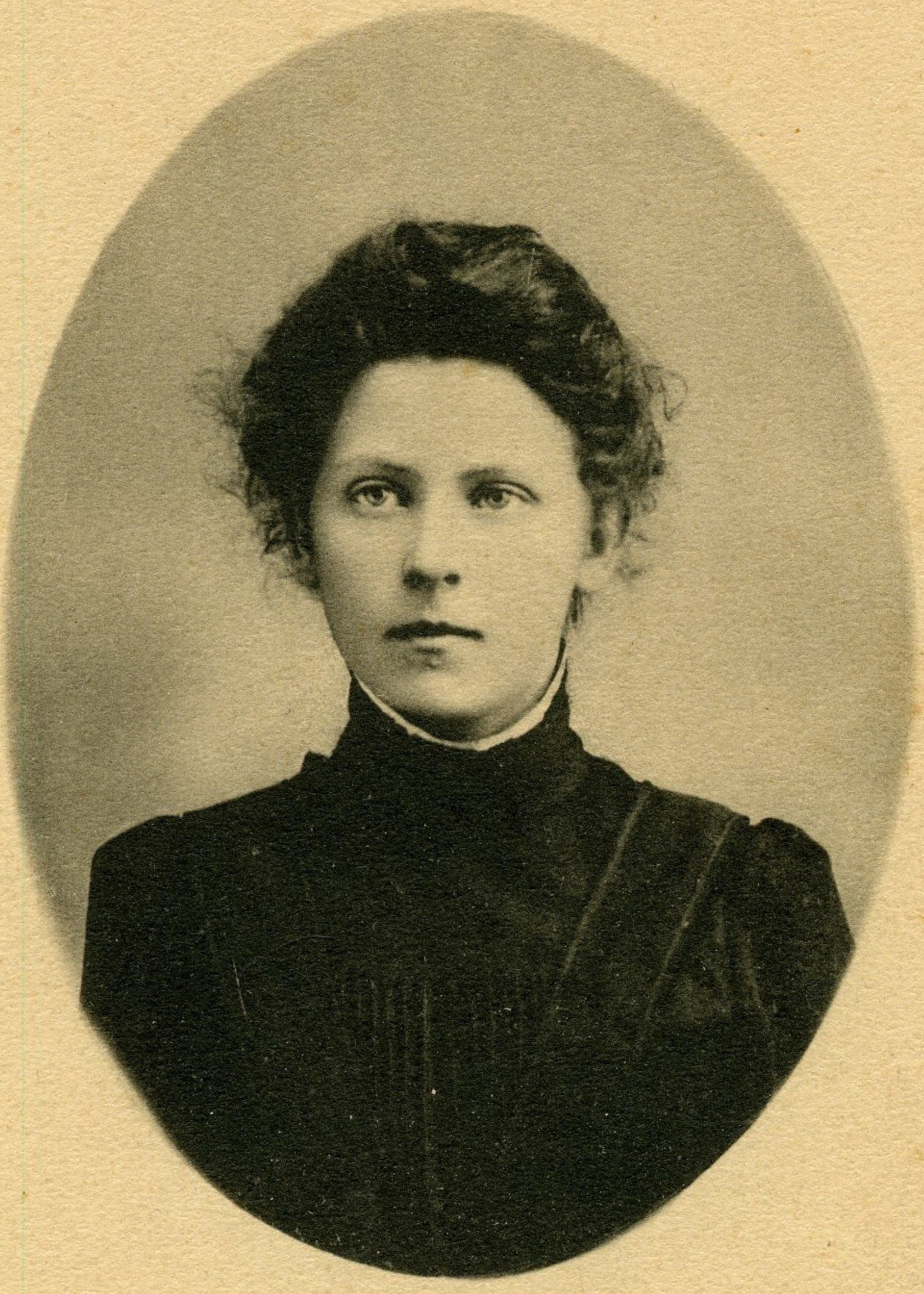
Maria Spiridonova

La seva germana Lídia la informà de la creació del Comitè Schlüsselburg, del qual Vera Fígner volgué formar part. El comitè havia nascut per una idea de Piotr Iakubóvitx per a l'assistència dels expresos que es trobaven en situació de pobresa. Del comitè, presidit pel marit de Lídia Fígner, Mikhaïl Sajin, en formaven part, entre d'altres, l'escriptora Ielizaveta Vodovózova i era recolzat per la revista Rússkoie Bogatstvo.
De tornada a Víborg, va començar a ocupar-se de la història del moviment revolucionari. Va escriure biografies dels seus antics companys Gratxevski, Issàiev, Trigoni i Pankràtiev; va supervisar i va ordenar els documents rebuts del partit sobre dos terroristes, Fruna Frumkina i Maksim Berdiaguin, penjada l'una el 24 de juliol de 1907 i suïcidat a la presó dos dies després el segon, i ho va fer imprimir a les seves pròpies expenses. Recollí també diners per finançar la temptativa d'alliberament de Maria Spiridónova, detinguda a Sibèria.
A principis de 1908 la posició dels opositors al règim tsarista es va fer insuportable a Finlàndia. Les autoritats russes sabien que Finlàndia hostatjava revolucionaris que planejaven atacs terroristes: per una denúncia d'Azef, el 5 de desembre de 1907 l'Okhrana havia arrestat a Kellomäki, prop de Terijoki, Albert Trauberg, anomenat "Karl", un dels terroristes més hàbils. El 20 de febrer a Sant Petersburg, encara per la delació d'Azef, en foren arrestats set, a tocar de Finlàndia, que havien preparat l'assassinat del gran duc Nikolai i del ministre de Justicía Sxeglovitov.
A Víborg circulaven espies, rumors de batudes i detencions imminents o ja realitzades. El grup socialrevolucionari s'havia dispersat gradualment: Natanson havia anat a l'estranger, Avkséntiev i Rakítnikov a Hèlsinki, Gerxuni, ara malalt en fase terminal, es trobava a Suïssa. Una conferència, celebrada a Víborg per discutir la problemàtica rural, va quedar deserta. Vera Fígner va decidir traslladar-se a Suïssa i el 22 de febrer de 1908 s'embarcà junt amb Vera Gotz cap a Estocolm.

### A Europa

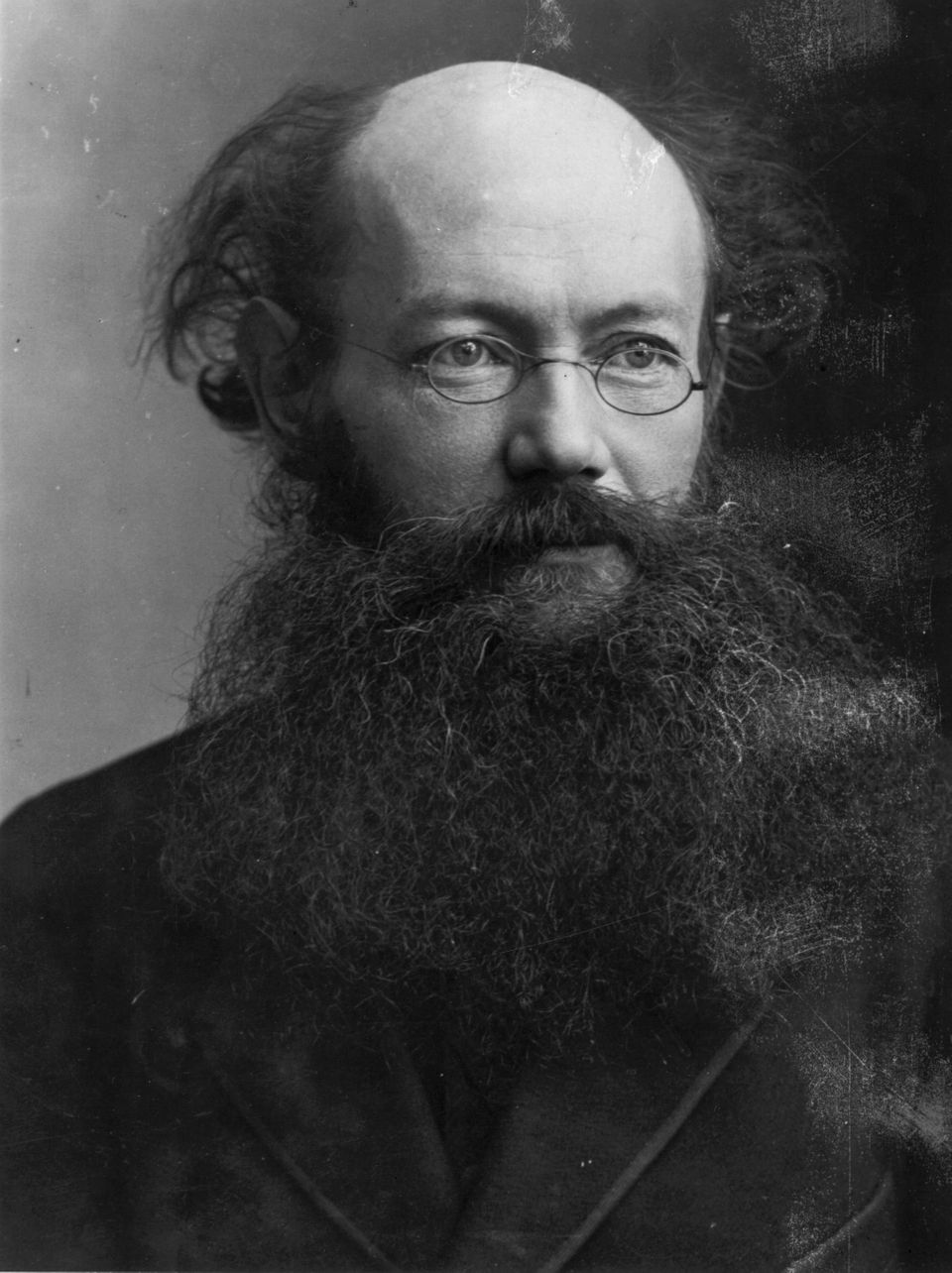
Piotr Kropotkin

Estaven a Heidelberg quan es van assabentar de la mort de Gerxuni i Vera Fígner va anar París, on s'havia de celebrar el seu funeral. L'11 d'abril estigué present al cementiri de Montparnasse, on Gerxuni va ser enterrat al costat de Piotr Lavrov i, a continuació, en una reunió d'amics, va fer un discurs commemoratiu. Després va marxar a Londres, on durant dues setmanes fou hostessa de l'escriptor rus Isaak Xklovski, que residia des de feia temps a la capital britànica. Amb ell va visitar la ciutat, i també va assistir a una sessió de la Cambra dels Comuns del Regne Unit, on dies abans s'havia produït una manifestació de les sufragistes, vista amb indignació per l'escriptor, d'idees democràtiques, però contrari al dret al vot femení. A Londres va conèixer el famós anarquista Kropotkin. Conversador agradable, va ser molt admirat per Fígner, que des de llavors va mantenir una correspondència fluïda amb ell. Li sorprengué que fes gala d'un exacerbat patriotisme, fet curiós en un anarquista. Segons ell, la derrota de Rússia en la Guerra de Crimea o contra el Japó, havien estat una humiliació nacional intolerable.
Vera Fígner retornà de Suïssa a Londres el següent mes de juliol per participar en el Congrés del Partit Social Revolucionari. Entre els 74 participants, també hi havia dos infiltrats de la policia, Azef i una dona, Zinaida Jutxenko. Després de quatre dies de debat i dos dies de reunions d'un restringit grup de dirigents, es va reunir el Comitè Central del Partit, compost per Natanson, Txernov, Rakítnikov, Avkséntev, Argunov, Feit i Azef, i també Vera Fígner. Azef, a causa dels rumors persistents de la seva traïció, els va demanar que avaluessin l'oportunitat de ser rellevat del seu càrrec en el partit. Tots s'hi van oposar, inclosa Vera. Azef es va acostar i la va besar al front.
| « | Des de les fosques profunditats, com si estigués escrit en lletres grans en la ment -com si mirés profundament en mi mateixa- va emergir la frase: "La va besar amb un fred, humit petó provocador". | » |

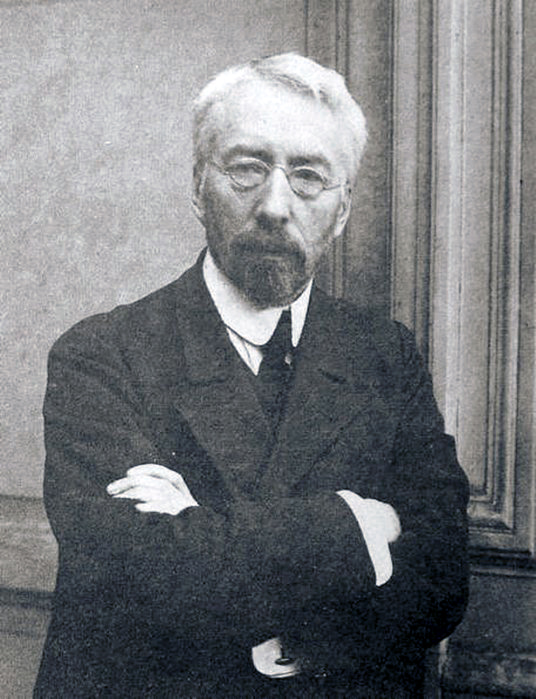
Vladímir Burtsev

Després de tornar a Suïssa, es va establir en un hotel a Vevey, on vivien l'anarquista suís Fritz Brupbacher i la seva muller russa, socialrevolucionària i feminista, Lídia Kotxétkova. Aquí va escriure per al "Primer calendari de la dona" rus: Первый женский календарь Pervi jenski kalendar, un article sobre el moviment feminista britànic. Al setembre, es va traslladar amb la seva neboda Vera Stakhevitx, filla de Lídia Fígner, a un edifici a París, on la jove havia arribat de Rússia per estudiar medicina.
A l'octubre, el partit li va demanar que formés part, amb Kropotkin i Lopatin, del jurat que havia de jutjar les acusacions de Búrtsev contra Azef. Les reunions es van dur a terme en diverses ocasions en un apartament a París. En l'última sessió del 5 de gener 1909 la incapacitat d'Azef per fer front a totes les proves presentades contra ell per fi va sacsejar la incredulitat dels líders socialrevolucionaris però només la seva fugida de París, que va tenir lloc a la matinada l'endemà, els va convèncer de la seva culpabilitat. A la conclusió d'aquesta història, Vera Fígner es va allunyar de París: "sentia la necessitat de canviar el contingut de la meva vida i d'estar lliure de qualsevol tipus d'influència i responsabilitat col·lectiva." Encara hi havia sospites sobre l'honestedat dels altres membres del partit i per això va anar a Natanson per anunciar-li la seva renúncia. Marxà cap a Suïssa i es va instal·lar en una pensió a Zúric.
Seguint el seu suggeriment, la revista Rússkoie Bogatstvo havia enviat als exiliats a Sibèria qüestionaris en què fessin referència a les seves condicions. Hi va haver més de 2.500 respostes, i el material va ser enviat a Vera Fígner. En feu un article, en el qual classificava les figures dels exiliats, majoritàriament camperols, obrers i soldats; al contrari del que succeïa en els dies de Zemlià i Vólia i Naródnaia Vólia, en què els militants eren majoritàriament estudiants, intel·lectuals i fins i tot nobles. El nombre total de deportats es calculava que era al voltant de 100.000 unitats, gairebé tots vivien en unes condicions d'inactivitat i de depressió, i per a ells l'estat gastava anualment un milió tres-cents mil rubles.

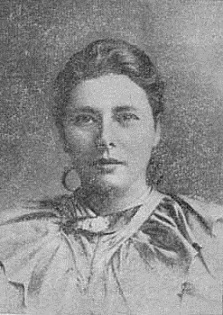
Sofia Kropótkina

L'estiu de 1909 se'n va anar a Londres per continuar l'obra de propaganda a favor dels presos polítics russos. El 6 de juliol, va donar un discurs en el cercle Herzen, parlant de la presó Schlüsselburg. Els fons obtinguts Fígner els va destinar als presos siberians de Gorni Zerentui. En aquesta ocasió va conèixer l'esposa de Kropotkin, Sófia Anànieva Rabínovitx, fundadora del Comitè per a l'assistència als exiliats, i miss Emily Hobhouse, germana d'un membre de la Cambra dels Comuns, i alhora molt coneguda per denunciar les brutalitats comeses pels britànics sobre els presoners bòers a Sud-àfrica. L'agost s'esperava la visita a Anglaterra del tsar Nicolau II i l'opinió pública progressista es va mobilitzar. Es van organitzar nombroses protestes i Vera Fígner van assistir a una gran manifestació celebrada el 6 d'agost a Trafalgar Square.
Vera Fígner va dur a terme moltes altres conferències, tant públiques com privades. En una d'aquestes va estar present el ministre Milner, que va demanar, entre altres coses, si la seva participació en els actes de terrorisme havia estat directa o únicament moral. Ell va respondre amb una mica de vergonya, "moral", cosa que significava que no havia participat en la seva execució. En una assemblea a la Fabian Society conegué Bernard Shaw. També va ser a Letchworth, on va romandre durant un mes sencer, i a Petersfield, on una moderna "escola model" la va sorprendre per l'ús del càstig corporal.
El seu tour a l'illa li havia permès guanyar uns quants milers de rubles. Vera Fígner volia dur a terme una sèrie de conferències, juntament amb representants del moviment feminista britànic, però els seus amics russos -des de Xklovski a Kropítkina i Féliks Volkhovski-, hostils a les idees feministes, la'n dissuadiren. Així, al desembre de 1909, va decidir tornar a París, on va fundar amb altres emigrants un comitè per a l'assistència als presoners russos. Després es va establir a Clarens, una localitat de la ciutat de Montreux, Suïssa, però aviat reprengué els seus viatges.

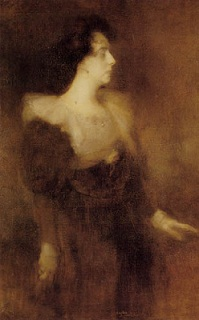
Eugène Carrière, Pauline Ménard Dorian

Al març de 1910 fou convidada a Lieja per la comunitat d'estudiants russos. Amb el suport del diari L'Express es va organitzar una conferència en la qual Vera va donar un llarg informe en francès sobre Naródnaia Vólia, l'autocràcia, la revolució de 1905 i la seva repressió, i per descomptat sobre les presons. Més tard s'inaugurà un comitè d'ajuda als detinguts. A Lieja va conèixer madame Laveleye, filla d'Émile de Laveleye, autor de Proprieté et ses formes primitives, un llibre ben conegut pels radicals russos, i va visitar el complex siderúrgic i miner de Cockerill a Seraing.
A Lieja escrigué en francès un petit llibre, Les Prisons russes, que fou publicat el 1911, i traduït a moltes llengües el 1912. En el seu periple per les ciutats de Bèlgica, Vera Fígner promogué la institució d'altres comitès de socors a Brussel·les i a Anvers. El 1913 va començar a cartejar-se amb l'escriptora neerlandesa Henriette Holst, que va crear un comitè anàleg a Rotterdam.
Per iniciativa de l'escriptora i presidenta de la Ligue des Droits de l'Homme Pauline Ménard-Dorian, el 1911 fou enviada a Rússia una petició a favor dels presos polítics, signada per 221 personalitats de tot Europa: entre els signataris hi havia Anatole France, Francis de Pressensé, Jean Jaurès, Aristide Briand, Frank Wedekind, Gerhart Hauptmann, Werner Sombart, Tomáš Masaryk, Ernst Mach, Herbert Wells, Conan Doyle; una altra petició fou enviada el 24 de gener del 1913 a l'tsarina Alexandra.
El govern rus va reaccionar impedint la transferència als detinguts dels ajuts provinents de l'exterior. Després de quatre anys d'energies dedicades exclusivament a aquesta missió, en la segona meitat de 1913 Vera Fígner va deixar el càrrec de secretària de la Comissió de París, i va començar a escriure les seves memòries. Un any més tard començava la guerra.
El moviment socialista es dividí. Entre els russos n'hi hagué que donaren suport al seu país, els que romangueren neutrals o veien -i Fígner formava part d'aquests- en la victòria de l'Entesa el mal menor, que marcà la guerra en curs com a guerra imperialista, invocant la seva transformació en guerra civil contra els governs nacionals. Entre aquests últims hi havia Lenin, del qual Vera Fígner escoltà a Montreux un informe que considerava irrealista la seva tesi.

## El retorn a Rússia

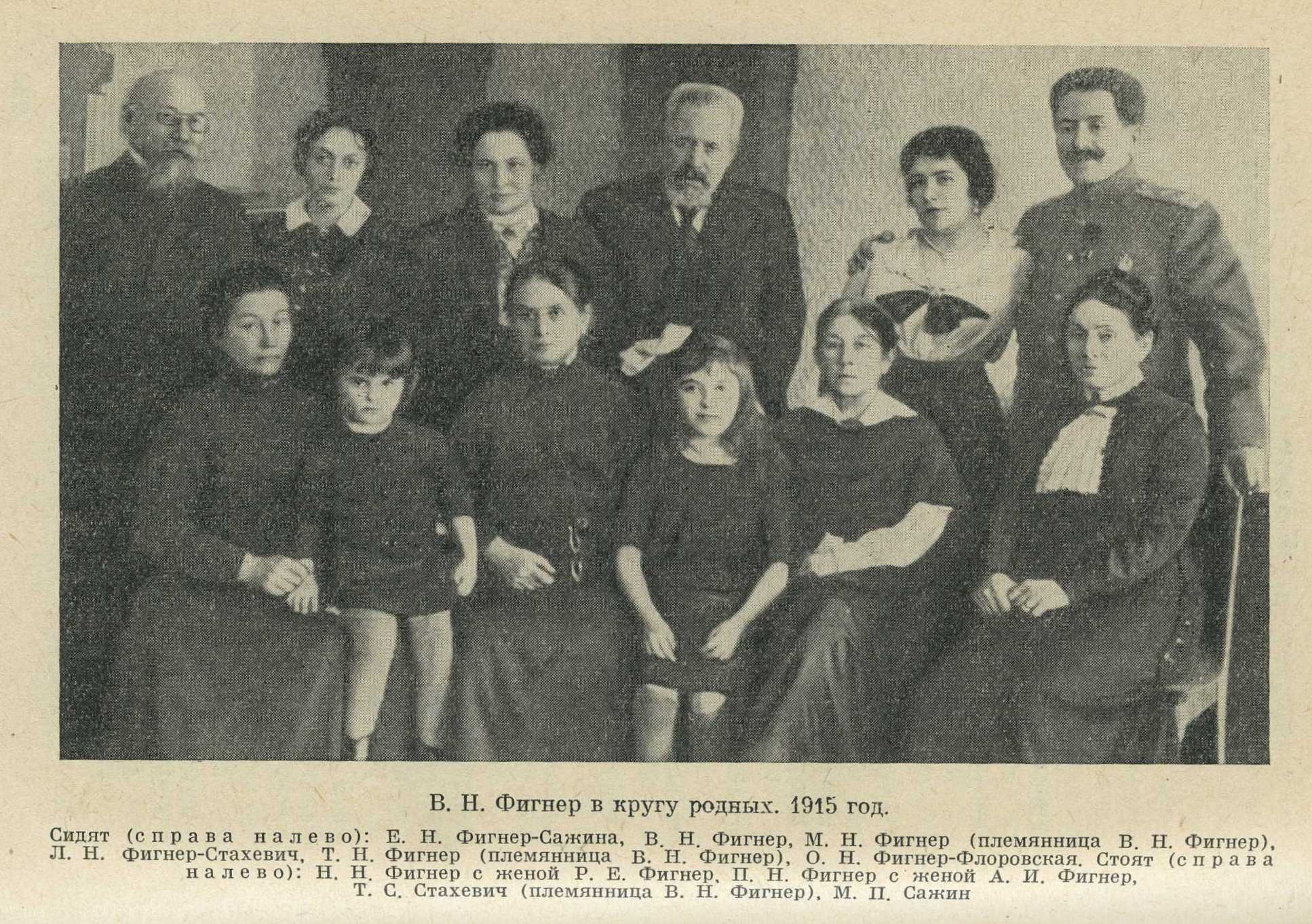
Els Fígner reunits el 1915: assegudes, d'esquerra, Olga, Lídia, Vera, Ievguénia i dues netes. Dempeus, Mikhaïl Sajin (espòs de Ievguénia), Tatiana Stakhévitx (filla de Lídia), Piotr Fígner i la seva dona, i Nikolai Fígner amb la seva tercera esposa

La guerra feia problemàtiques les remeses de diners dels emigrants a les seves famílies que s'havien quedat a casa, i Vera Fígner va decidir tornar a Rússia. Al febrer de 1915 va abandonar Suïssa amb una amiga, la senyora Obuletxeva. Travessà Itàlia i a Bríndisi es va embarcar rumb a Grècia i, a partir d'aquí, via Sèrbia i Romania, va arribar al post fronterer d'Ungheni, on va ser detinguda.
Tres dies més tard va ser traslladada a la presó de dones de Sant Petersburg i interrogada pels inspectors de l'Okhrana. Se li va preguntar sobre el seu paper en l'afer d'Azef o en la constitució de comitès pro detinguts, que segons el seu parer demostraven la seva pertinença al Partit Social Revolucionari. Deu dies més tard li fou assignada la residència sota vigilància a Nijni Nóvgorod, amb la prohibició d'acostar-se a les ciutats universitàries. Posteriorment va poder marxar a Nikifórovo, a la nova casa construïda per a les germanes Lídia i Olga pel germà Piotr al mateix lloc on hi havia la vella casa cremada el 1906.
Seva fou la iniciativa de cultivar menta pebrera per extreure'n l'essència, un producte que abans de la guerra era importat d'Alemanya. Per a això, va organitzar un sistema de rec i feu participar el poble en la collita i l'assecat de les plantes, mentre que la destil·lació es feia en una fàbrica artesana de Krasnaia Gorka i al laboratori de l'Institut tecnicocomercial de Nijni Nóvgorod. En aquesta ciutat va participar amb la seva germana Lídia en l'organització de cursos populars i exposicions de ciències naturals, i va fundar i finançar el setmanari Misl ('pensament'), que va ser suprimit per l'autoritat després de tres números.
Ek 13 d'abril de 1916 moria a Moscou el seu germà Piotr i Vera Fígner va obtenir permís per anar-hi amb Lídia. Juntes acompanyaren el fèretre fins a Nikifórovo. A Moscou hi va tornar, aquesta vegada de manera il·legal, convidada a casa d'una vella amiga, Vera Lebedeva. Aquí, "en un dia memorable", es van trobar una dotzena d'escriptors -Vikenti Veressàiev, Valeri Briússov, Aleksei Tolstoi, Aleksandr Serafimóvitx, Serguei Melgunov, Ivan Bunin, Ivan Popov i d'altres- als quals va llegir alguns capítols de les seves memòries, amb la satisfacció de despertar les seves lloances.
Des de Moscou s'establí a Khàrkiv, on es va reunir amb alguns vells militants de Naródnaia Vólia. Per una feliç circumstància, durant la seva estada vingué a la ciutat Nikolai Morózov a fer dues conferències sobre aeronàutica prop de la Biblioteca Cívica. Vera Fígner hi va assistir i va ser reconeguda i aplaudida pel públic, format en gran part per joves. La càlida benvinguda també es repetí l'endemà. Era encara a Khàrkiv al desembre quan li va arribar un telegrama de Petrograd del seu germà Nikolai que li anunciava que li havia estat concedit el permís per residir a la capital.

## La revolució i els últims anys
Tres mesos després assistí a Petrograd a la revolució que conduí, en pocs dies i quasi sense trobar resistència, a la caiguda del tsarisme. El 21 de març el govern provisional emeté el decret d'amnistia per a tots els condemnats per delictes polítics del règim tsarista i fou constituïda la Societat dels expresos i exiliats polítics, al capdavant de la qual es va col·locar Vera Fígner. L'estat finançà el comitè amb mig milió de rubles; altres fons, fins a dos milions, van ser recollits per ella mateixa amb una assídua activitat que la va portar a fer seixanta conferències en vuit mesos per al socors de més de quatre mil persones.
El Comitè Executiu Central del Soviet de Petrograd a la tardor la nomenà membre de l'anomenat Preparlament, un organisme establert al Palau Mariinski privat de poder i volgut per les forces que donaven suport al govern provisional. Definit per la mateixa Fígner com "una fàbrica de xerrera digna de ser eliminada", que va ser dissolta amb la Revolució d'Octubre, se sentí "profundament humiliada" per l'acte de força que va posar fi tant al Preparlament com a l'Assemblea Constituent.
Fígner no es va convertir en membre del Partit Comunista, tot i que la gent tendeix a percebre-la com una comunista.
Fou contrària a la revolució bolxevic, però no s'hi va oposar obertament, en sentir-se "no preparada" per lluitar contra altres "partits socialistes germans". Creia, igual que els menxevics i gran part dels eseristes, que abans de la transició al socialisme "seria necessari un període de llibertat parlamentària per a l'educació política i cívica de les masses populars".

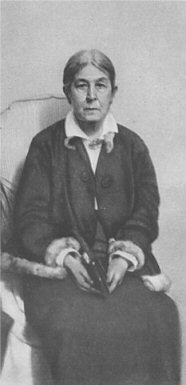
Vera Fígner el 1930

El maig de 1919 Vera, Olga i Lídia Fígner es van establir a Sevsk, a l'óblast d'Oriol, on treballava la filla de Lídia, Vera Stakhevitx, com a metgessa. Va ser un període marcat per la carestia, el dolor i la guerra civil. Ja l'any abans havia mort Nikolai Fígner, i després moriren de tifus Olga i Vera Stakhévitx; finalment Lídia, que mai es va recuperar de la mort de la seva filla, va morir d'un atac al cor el 9 de març de 1920. Vera fou llavors hostessa primer d'un amic a Moscou i després a l'estiu de 1920, de la seva germana Ievguénia, que amb el seu marit havia vingut a establir-se a la nova capital russa.
El 1921, després de la mort de Piotr Kropotkin, fou elegida presidenta de la societat fundada per perpetuar la memòria del gran revolucionari anarquista, la casa natal del qual fou transformada en un museu. El 1921 també es va publicar el primer volum de les seves memòries, Zapetxatlenni trud, rus: Запечатленный труд, al qual li seguí el 1922 el segon volum i el 1924 el tercer. Considerades unes dels millors exponents del gènere de memòries rus, foren traduïdes a l'alemany, anglès, espanyol, francès, neerlandès, noruec i suec; la traducció al francès, de 1930, és obra del famós revolucionari Victor Serge.
El dia que feia 80 anys (1932) es va publicar una col·lecció completa de les seves obres en 7 volums -la història dels horrors de la vida a les "masmorres del tsar", precisament en el moment en què el nou govern havia creat noves presons i aparells de càstig per a la nova oposició.

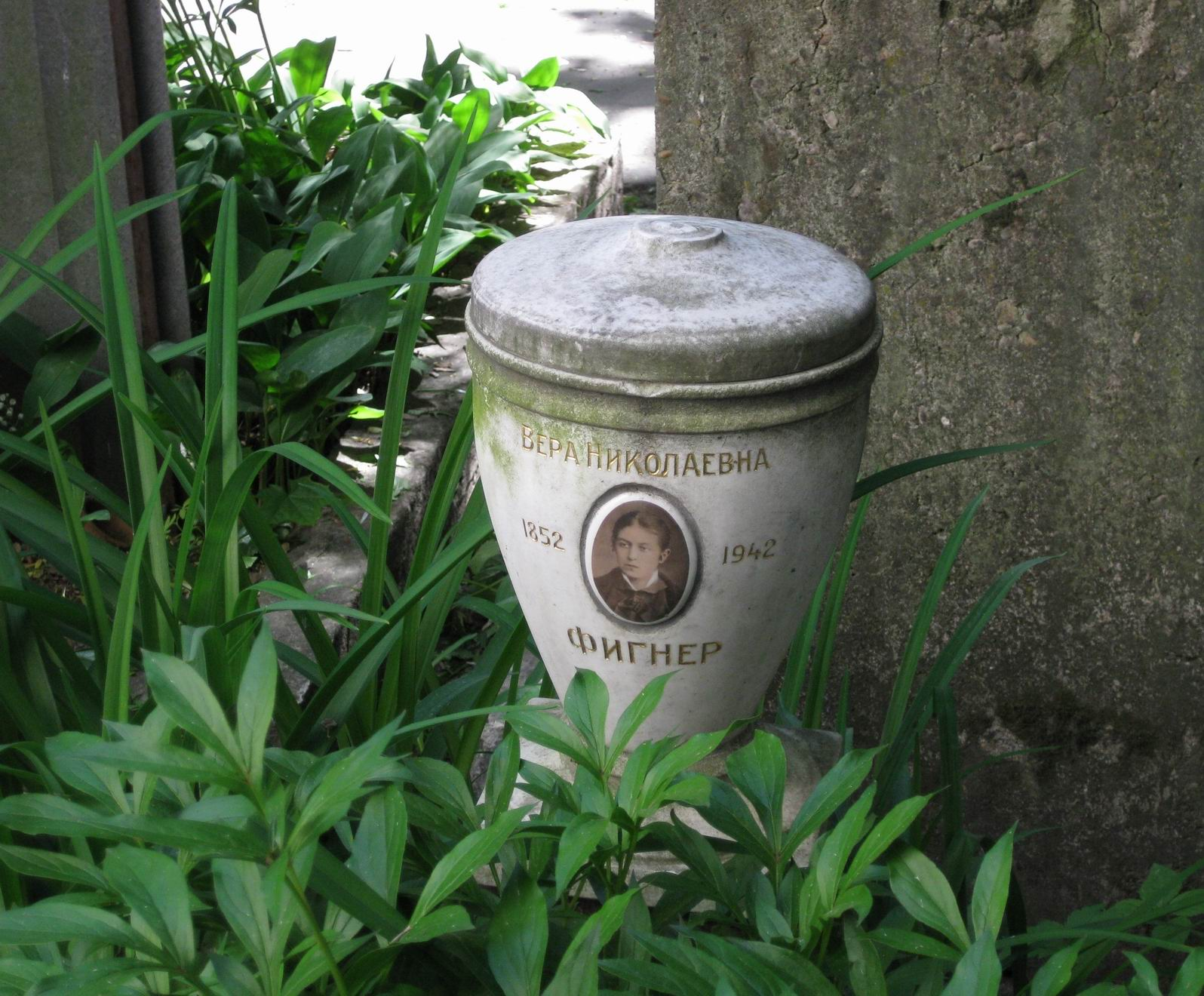
Les cendres de Fígner al cementiri de Novodévitxi

Escrigué també articles pera la revista Kàtorga i exili, rus: Каторга и ссылка, Kàtorga i ssilka. Es va traslladar sovint a províncies: al districte de Kazan va promoure el sorgiment d'una granja col·lectiva, a Tetiúixi el museu de les tradicions locals. Va visitar escoles, orfenats i biblioteques; va recolzar materialment iniciatives culturals i feu conferències públiques, a les escoles i fàbriques, de la història política de la qual va ser protagonista i recordà figures del moviment revolucionari. El 1926 a ella i altres supervivents del Naródnaia Vólia -Anna Iakímova, Mikhaïl Frolenko, Anna Pribiolova-Korba i Fani Moreinis-Muràtova- se'ls va concedir una pensió.
En els anys de l'estalinisme protestà contra la persecució política dirigint cartes al mateix Stalin, al president del Soviet Suprem Kalinin, l'últim president de la societat d'expresos i exiliats polítics Iemelian Iaroslavski. Li quedava l'esperança del triomf de la justícia, com va escriure el 1933 a la vídua de Serguei Stepniak-Kravtxinski, convidant-la a marxar d'Anglaterra a la "nova Rússia".
Morí amb vora noranta anys a causa d'una pneumònia el 15 de juny de 1942 a Moscou. Les seves cendres es conserven al cementiri de Novodévitxi.

## Memòria
- En el documental Padénie dinastii Romanóvitx, rus: Падение династии Романовых ('La caiguda de la dinastia dels Romànov'), realitzat el 1927 pel director Esfir Xub, és possible veure Vera Fígner a Petrograd el març del 1917, després de la caiguda del tsarisme.[183]
- Hans Magnus Enzensberger li dedicà un estudi en Politica e crimine: nove saggi.
- A Vera Fígner, li fou dedicat el planeta menor 1099 Figneria, descobert el 1928 per l'astrònom soviètic Grigori Neúimin.
- Hi ha carrers amb el seu nom a Sant Petersburg (una travessia de l'avinguda Schlüsselburg), a Perm, Vorónej, Khàrkiv i Odessa.

## Obres
- Pólnoie sobrànie sotxinenii [Obres completes], 7 vols., Moscou, Editorial Óbsxestvo bívxikh politkatorjan i ssilnoposeléntsev ("Societat d'Expresos Polítics i Exiliats"), 1932
  - Vol. I: Zapetxatlenni trud, tx. I [Obra segellada, t. I]
  - Vol. II: Zapetxatlenni trud, tx. II [Obra segellada, t. II]
  - Vol. III: Posle Xlisselburg [Després de Schlisselburg]
  - Vol IV: Xlisselbúrgskie uzniki, tx. I [Els detinguts de Schlisselburg, t. I]. Stikhotvorénia, tx. II [Poesies, t. II]
  - Vol. V: Otxerki, stati, retxi [Assaigs, articles, discursos]
  - Vol. VI: Pisma [Cartes]
  - Vol. VII: Pisma [Cartes]